# Église Notre-Dame-de-l'Assomption de Vauréal
Pour les articles homonymes, voir Église Notre-Dame-de-l'Assomption.
L’église Notre-Dame-de-l’Assomption est une église catholique paroissiale située à Vauréal, dans le Val-d'Oise, en France. La paroisse a été érigée en 1253, mais la première église a été incendiée par les Anglais en 1432, pendant la guerre de Cent Ans. Elle a été remplacée par un nouvel édifice de style gothique flamboyant, dont la construction a probablement débuté à la fin du XVe siècle. Au moment de la dédicace, en 1561, la majeure partie de l'église est sans doute terminée depuis plusieurs années, mais le clocher et la façade sont de style Renaissance et probablement postérieurs. Les voûtes de la nef et de ses bas-côtés n'ont jamais été réalisées. L'église Notre-Dame est inscrite monument historique depuis 1926. Elle répond à un plan très simple, et ne présente architecturalement rien de particulièrement remarquable, mais est assez homogène et représentative des reconstructions après la guerre de Cent Ans. Certains éléments du mobilier sont intéressants. Depuis l'inauguration de l'église Sainte-Claire de Vauréal en 1995, l'église Notre-Dame est reléguée au second plan, et les messes dominicales se célèbrent actuellement le dimanche soir.

## Localisation
L'église Notre-Dame-de-l'Assomption est située en France, en région Île-de-France et dans le département du Val-d'Oise, dans l'agglomération de Cergy-Pontoise, sur la commune de Vauréal, au vieux village, rue de l'Église. L'élévation septentrionale est alignée sur cette étroite voie secondaire, qui monte sur le coteau du flanc oriental du massif de l'Hautil. En raison du dénivelé, une ruelle parallèle, séparée de la rue proprement dite par un mur de soutènement, longe le mur nord de l'église, et donne accès au petit parvis devant le portail occidental. Le parvis est particulièrement enserré, car un autre mur de soutènement le délimite à l'ouest. Une grotte de Notre-Dame de Lourdes a été aménagée au droit du mur, face au portail. Le chevet donne directement sur la rue Nationale (RD 55), qui, du côté opposé, est délimitée par la muraille du vaste domaine du château. Afin de desservir le portail latéral de l'église et l'ancien presbytère, une ruelle en impasse part de la rue Nationale et longe l'élévation méridionale. L'ancien presbytère est le seul bâtiment contigu à l'église, et celle-ci est donc visible depuis le domaine public de tous les côtés (sauf pour le début du bas-côté sud), mais les voies qui l'entourent sont assez étroites, et on ne peut apprécier l'édifice en prenant du recul. La seule perspective de vue s'offre depuis la rue Amédée de Caix de Saint-Aymour, à une certaine distance, plus haut sur la colline.

## Histoire

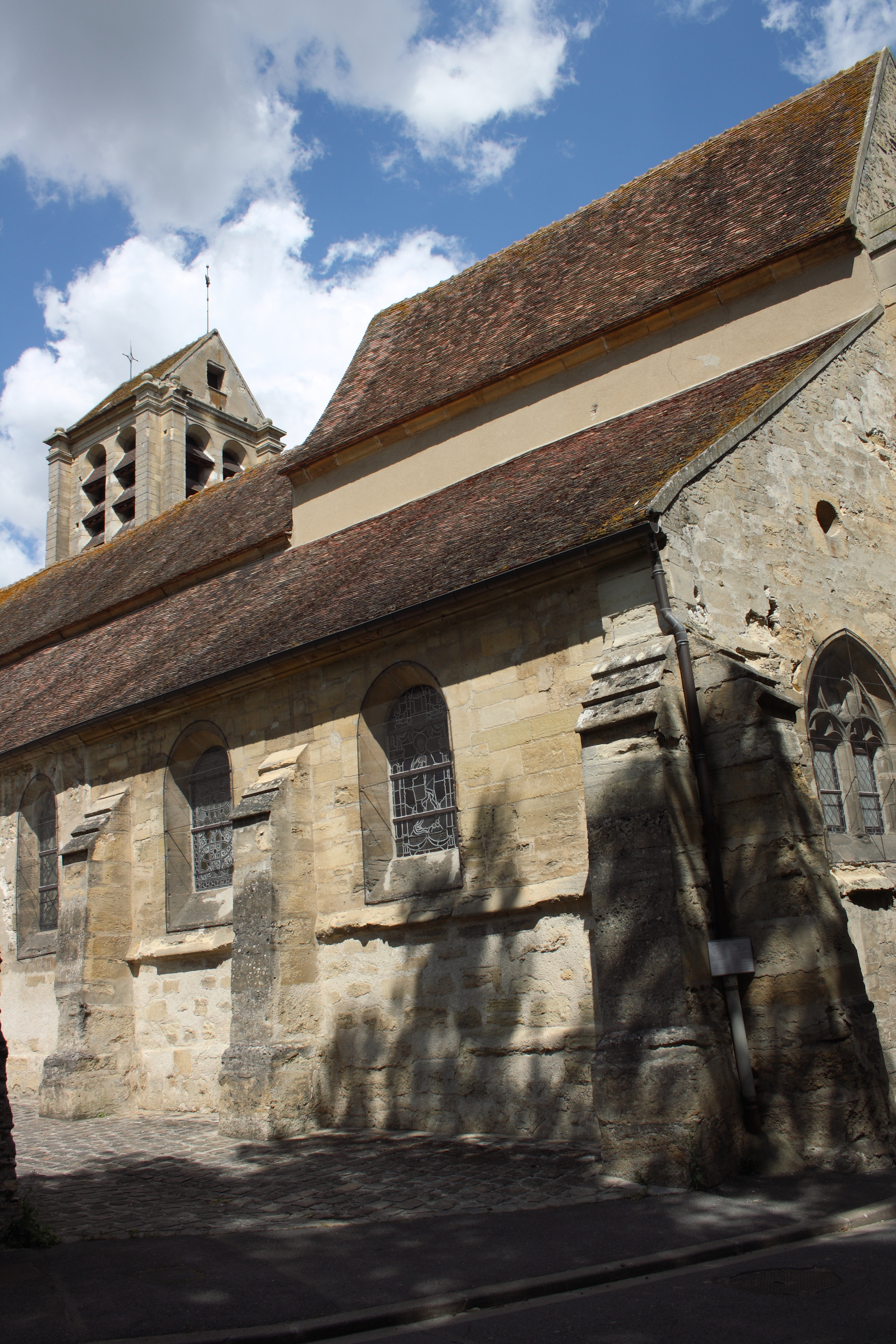
Côté sud.

Vauréal s'appelle Lieux sous l'Ancien Régime. C'est l'une parmi les trois paroisses du diocèse de Paris situées sur la rive droite de l'Oise. La plus ancienne entre elles est la paroisse d'Andrésy (Yvelines). Son territoire étant jugé trop étendue, la paroisse de Jouy-le-Moutier en est détachée à une époque inconnue. Vers 1252, la paroisse de Jouy est à son tour devenue trop grande, et la nouvelle paroisse de Lieux en est démembrée. Le patronage de la cure d'Andrésy appartient au chapitre cathédral de Notre-Dame de Paris, et il en va de même pour les cures de Jouy et Lieux. À chaque fois que la cure devient vacante, le chapitre présente un curé à l'évêque, qui ensuite procède à sa nomination. Le premier curé se nomme Jean Chesnois, et par un acte de 1253, il promet de conserver au chapitre les mêmes droits qu'il a sur l'autel de Jouy. L'évêque assigne au curé un revenu de soixante sols parisis, qui est à prendre sur les dix livres de rente annuelle, produite par le legs de deux cents livres que Heloïse de Boisemont avait laissé au clergé de ce lieu. L'église est placée sous la protection de la Sainte-Vierge. C'est probablement au milieu du XVIe siècle qu'on ajoute un second saint patron, saint Maur abbé, dont la fête patronale est le 15 janvier. L'abbé Lebeuf dit que c'est pour avoir une solennité particulière, que l'on peut fêter et chômer. Depuis juillet 1645, l'église est placée plus particulièrement sous le vocable de l'Assomption de Marie.

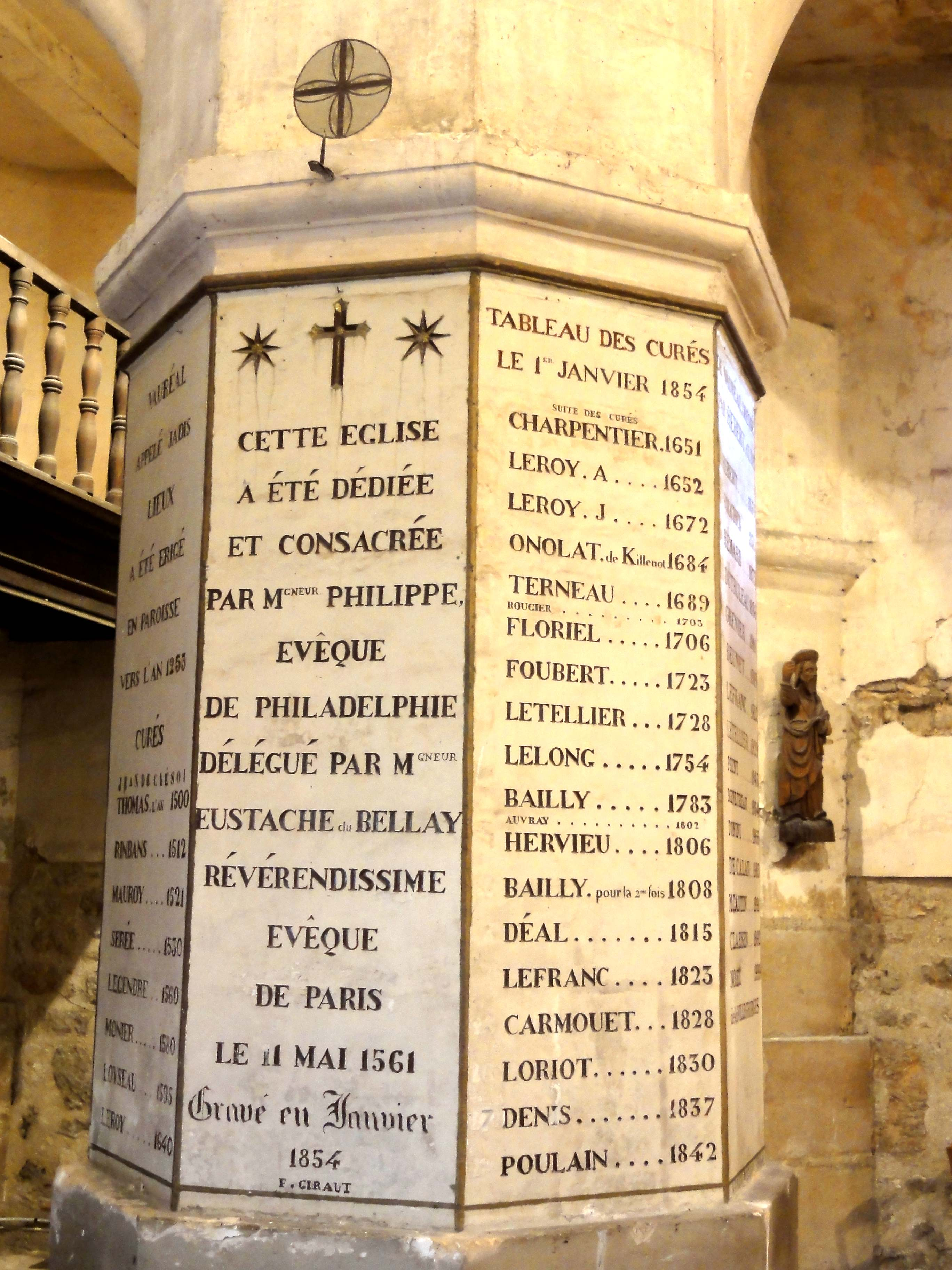
Plaque commémorative de la dédicace en 1561.

On suppose que la première église est édifiée au milieu du XIIIe siècle, quand le hameau de Lieux est érigé en paroisse indépendante. Cette église gothique est incendiée par les Anglais en 1432, pendant la guerre de Cent Ans. En 1470, après l'interminable guerre, ses épidémies et ses famines, Lieux ne compte plus que quinze feux. La reconstruction de l'église ne se fait donc pas tout de suite. Selon Bernard Duhamel, on ne la rebâtit pas au même endroit, mais plus proche du château (détruit à la Révolution française, il a été aménagé dans les anciens communs au XIXe siècle). La nouvelle église affiche le style gothique flamboyant. On ignore sa date d'achèvement, mais puisque l'on n'y observe aucune influence de la Renaissance, le chantier est sans doute terminé au cours des années 1530 au plus tard. Chœur et nef sont homogènes en ce qui concerne l'élévation, le profil des grandes arcades et la largeur, et les bas-côtés sont tout aussi homogènes, y compris pour les fenêtres. Il n'y a donc pas lieu de définier de différentes campagnes de construction. La consécration ne se fait que le 11 mai 1561 par Mgr Philippe, évêque de Philadelphie, mandataire de Eustache du Bellay, évêque de Paris. Les voûtes de la nef et de ses bas-côtés ne sont toujours pas réalisées à ce moment. Elles ne le seront finalement jamais : les archives ne gardent pas trace d'une éventuelle destruction ou d'un effondrement. Les noms des curés sont connus, sans interruption, depuis 1500,,.
Après la Révolution française et la création du département de Seine-et-Oise, la paroisse de Vauréal est rattachée au nouveau diocèse de Versailles, qui correspond exactement au territoire du département. L'église Notre-Dame-de-l'Assomption est inscrite monument historique par arrêté du 16 juin 1926. Dans le contexte de la refonte des départements d'Île-de-France, le nouveau diocèse de Pontoise est érigé en 1966, et Vauréal en fait partie à l'instar de toutes les autres paroisses du département. Le diocèse de Paris se limite désormais à la seule ville de Paris. Le groupement paroissial de l'Hautil inclut aujourd'hui les anciennes paroisses indépendantes de Jouy-le-Moutier, Neuville-sur-Oise et Vauréal. Les messes dominicales sont célébrées dans l'église Notre-Dame-de-l'Assomption de Vauréal le dimanche à 18 h 00, sauf pendant le mois d'août, quand il n'y a que la messe solennelle de l'Assomption. La messe principale du dimanche matin se tient dans la récente église Sainte-Claire de Vauréal, qui se situe dans la ville nouvelle sur le plateau. La nouvelle église est aujourd'hui au centre de la vie paroissiale.

## Description

### Aperçu général

Plan de l'église.

Régulièrement orientée, l'église se compose d'une nef aveugle de quatre travées accompagnée de ses deux bas-côtés ; d'un clocher latéral se dressant au-dessus de la première travée du bas-côté nord ; d'un chœur de trois travées au chevet plat ; et de deux collatéraux. Il n'y a pas de transept. Le mur du chevet est placé de biais, ce que l'abbé Lebeuf avait déjà souligné, et expliqué par le passage de la rue immédiatement devant le chevet. Le mur gouttereau nord est ainsi plus long que son homologue au sud, et la dernière travée du bas-côté sud et presque triangulaire, et ne dépasse guère le tiers de la superficie des travées régulières des bas-côtés. Dans les trois vaisseaux, des boiseries séparent la dernière travée du reste. Elles ne sont pas plus hautes que les soubassements des fenêtres, et n'empêchent donc pas l'éclairage par les trois baies du chevet. La dernière travée du bas-côté nord accueille la sacristie, et la dernière travée du bas-côté sud anciennement le « trésor ». Une galerie relie les deux locaux. — La nef et ses bas-côtés sont simplement plafonnés. Le chœur et ses bas-côtés sont voûtés d'ogives. Cette différence s'observe depuis l'extérieur, surtout du côté sud, où les murs hauts du chœur émergent de la toiture. Le bas-côté y est recouvert par un toit en appentis. Du côté nord, un seul rampant recouvre chœur et bas-côté. De même, la nef et le chœur possèdent une toiture unique, et les murs latéraux de la nef disparaissent presque entièrement sous cette toiture. On ne voit qu'un ressaut à l'intersection entre le toit du vaisseau central et celui du collatéral. — L'église possède deux accès : le portail occidental, à double vantail, et une petite porte dans la troisième travée du bas-côté nord.

### Extérieur

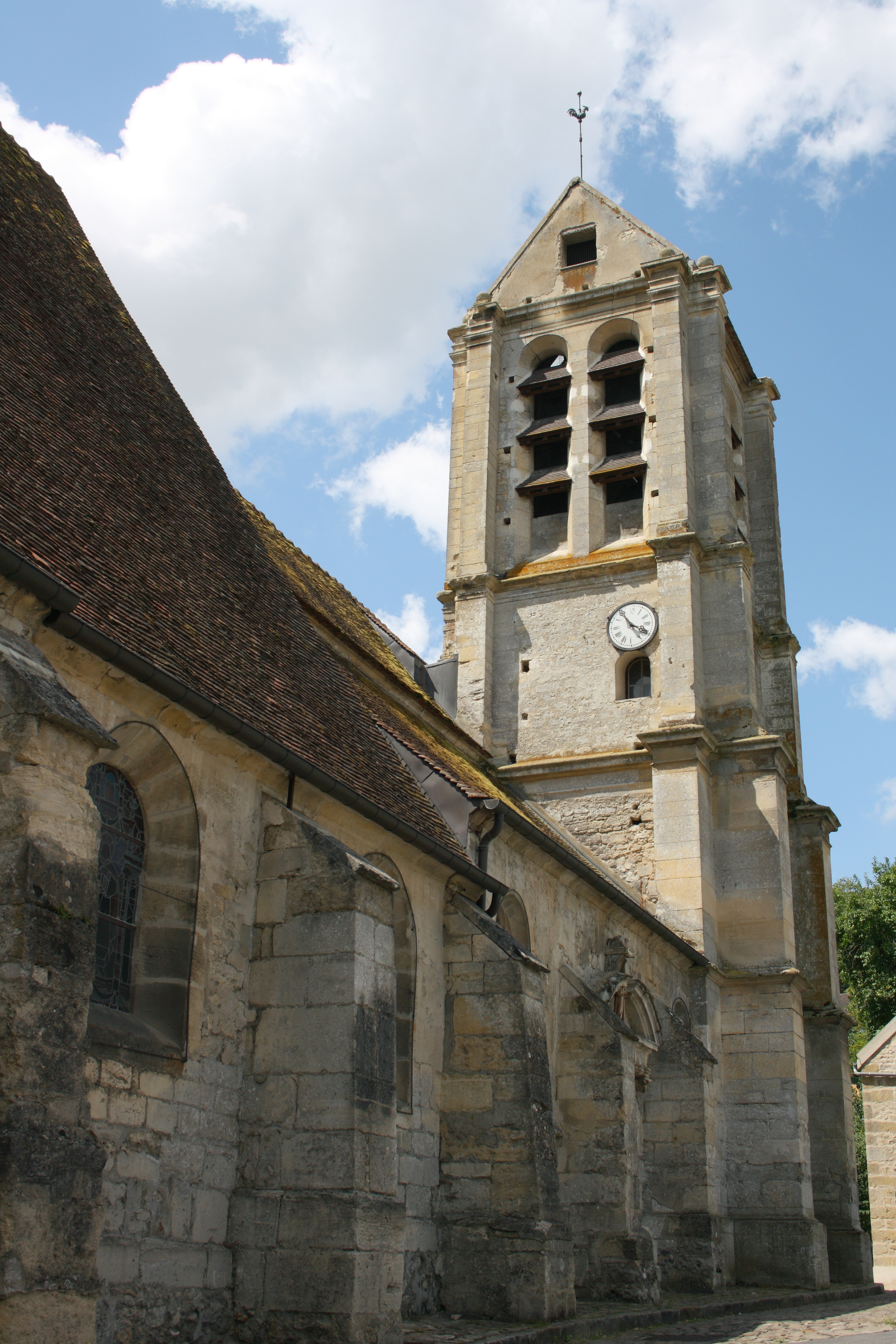
Côté nord.

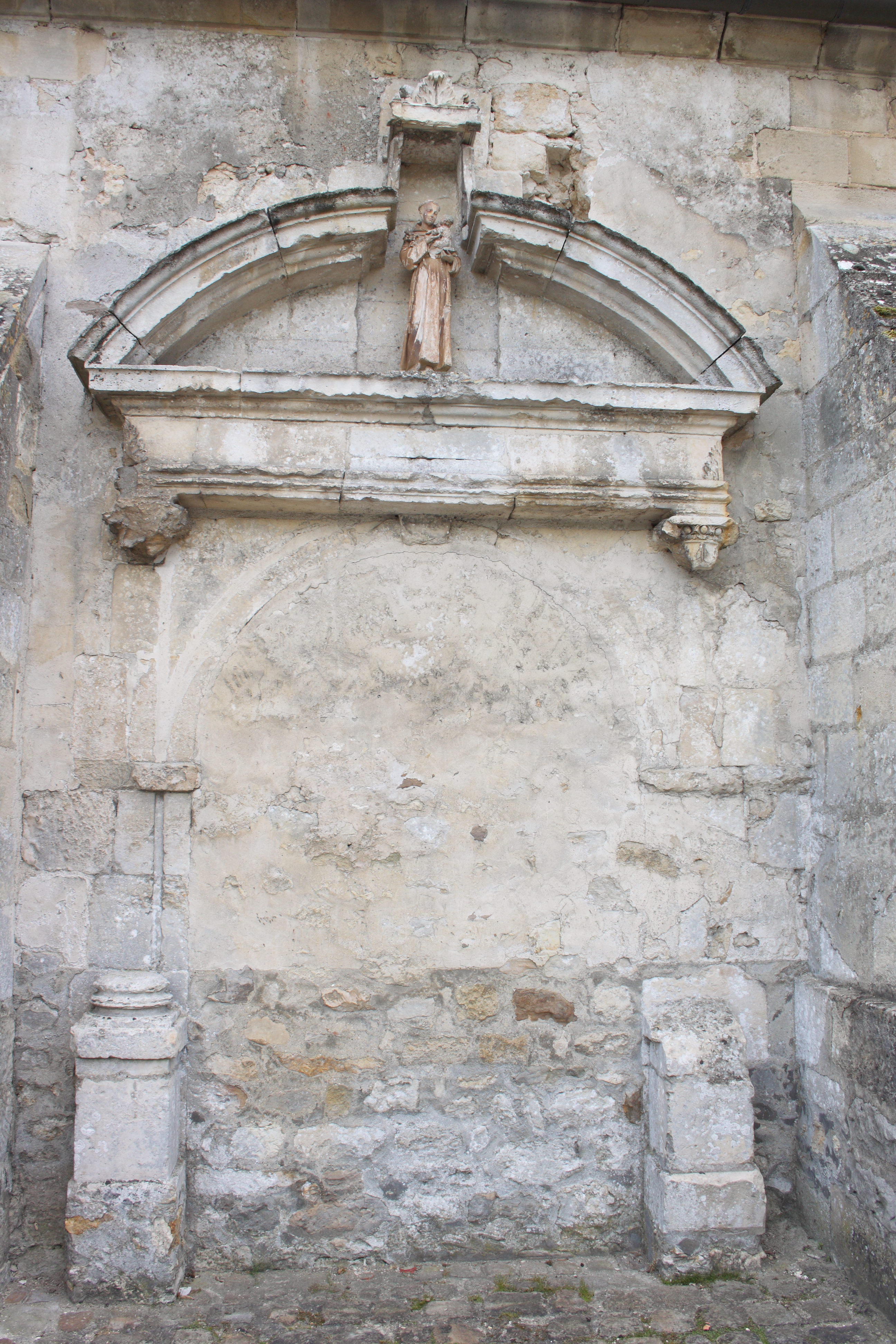
Porte bouchée côté nord.

L'extérieur de l'église est sans intérêt, si l'on excepte le réseau de deux des baies du chevet, les portes latérales avec leur encadrement Renaissance, et le clocher. La disposition des toitures a déjà été signalée. Comme autre particularité, le mur goutterau du bas-côté nord est légèrement plus élevé au niveau de la nef qu'au niveau du chœur. On s'attendrait au contraire, car ce sont les bas-côtés du chœur qui sont voûtés d'ogives. Les murs sont généralement exécutés de moellons noyés dans un mortier. Certaines reprises ont été effectuées avec de la pierre de taille, notamment au niveau des fenêtres du bas-côté sud du chœur. Sinon, seuls les contreforts sont en pierre de taille. Ils ne reflètent pas le style architectural de leur époque. Ce sont simplement des massifs de maçonnerie légèrement inclinés, qui se terminent par un glacis formant larmier. Le socle est un peu plus épais que le reste ; ensuite, en note une faible retraite moyennant un fruit. Bernard Duhamel dit que l'exécution du chœur est plus soignée que celle de la nef, mais l'unique différence constitue le larmier qui court au niveau du seuil des fenêtres, et qui n'est présent qu'au niveau du chœur, mais aussi sur la façade occidentale. Les fenêtres des bas-côtés sont, pour la plupart, des lancettes uniques en arc brisé, dans lesquelles s'inscrit une tête trilobée. Les fenêtres latérales des deux premières travées des bas-côtés du chœur ont apparemment été repercées, et sont en plein cintre. C'est également le cas de la baie occidentale du bas-côté sud. La fenêtre du chevet du bas-côté sud possède un remplage flamboyant à deux lancettes trilobées, surmontées d'un soufflet et de deux mouchettes. La grande fenêtre du vaisseau central du chœur est à trois lancettes trilobées, qui sont surmontées de trois soufflets et de quatre mouchettes. Finalement, la façade occidentale est ajourée d'une fenêtre en plein cintre pas plus haute que large, ce qui a donné l'occasion de lui donner un remplage du type rosace, les deux écoinçons inférieurs étant ajourés. Le remplage est très simple et se réduit à cinq cercles autour d'un autre cercle, plus petit.
Dans la troisième travée du bas-côté nord, subsistent les vestiges passablement érodés d'un portail Renaissance. Il était en plein cintre, et flanqué de deux colonnettes rondes, comme l'indique la base également ronde qui reste en place à gauche. À droite, on voit encore un chapiteau ionique incomplet, dont la partie supérieure, entre les coussinets, est décorée d'oves. Le fronton en arc de cercle est brisé, afin de laisser la place à une niche à statue, dont le dais se compose d'un entablement miniaturisé, qui est surmonté d'une grande feuille dressée verticalement. Dans la troisième travée du bas-côté sud, en dessous d'une fenêtre, un portail semblable est encore utilisé à ce jour. En revanche, le portail occidental n'a pas fait l'objet d'un effort décoratif particulier, car la façade occidentale donne sur le coteau, et n'est pas exposé aux regards. Le clocher est bien proportionné, et paraît largement postérieur à l'église. Son toit en bâtière ne devrait pas correspondre au projet initial, car des dômes ou coupoles sont privilégiés à la Renaissance. Une telle coupole coiffe la tourelle d'escalier, à pans coupés, qui est plaquée devant la façade. C'est une disposition assez rare, car les tourelles d'escalier sont plus habituellement situés latéralement. Le clocher se compose d'une base, qui correspond à la première travée du bas-côté nord et a la même hauteur ; d'un étage intermédiaire moitié moins élevé que la précédente ; et d'un étage de beffroi, dont la hauteur se situe à mi-chemin entre les deux autres niveaux. Chacune des faces de l'étage de beffroi est percée de deux hautes et étroites baies abat-son en plein cintre. Chacun des angles du clocher est épaulé par deux contreforts orthogonaux, qui sont strictement verticaux. L'ornementation du clocher se limite au larmier au niveau du rez-de-chaussée ; à des corniches saillantes et agrémentées de multiples moulures à la limite entre deux étages ; à un entablement en haut du dernier étage ; et à des boules au sommet des contreforts.

### Intérieur

#### Vaisseau central

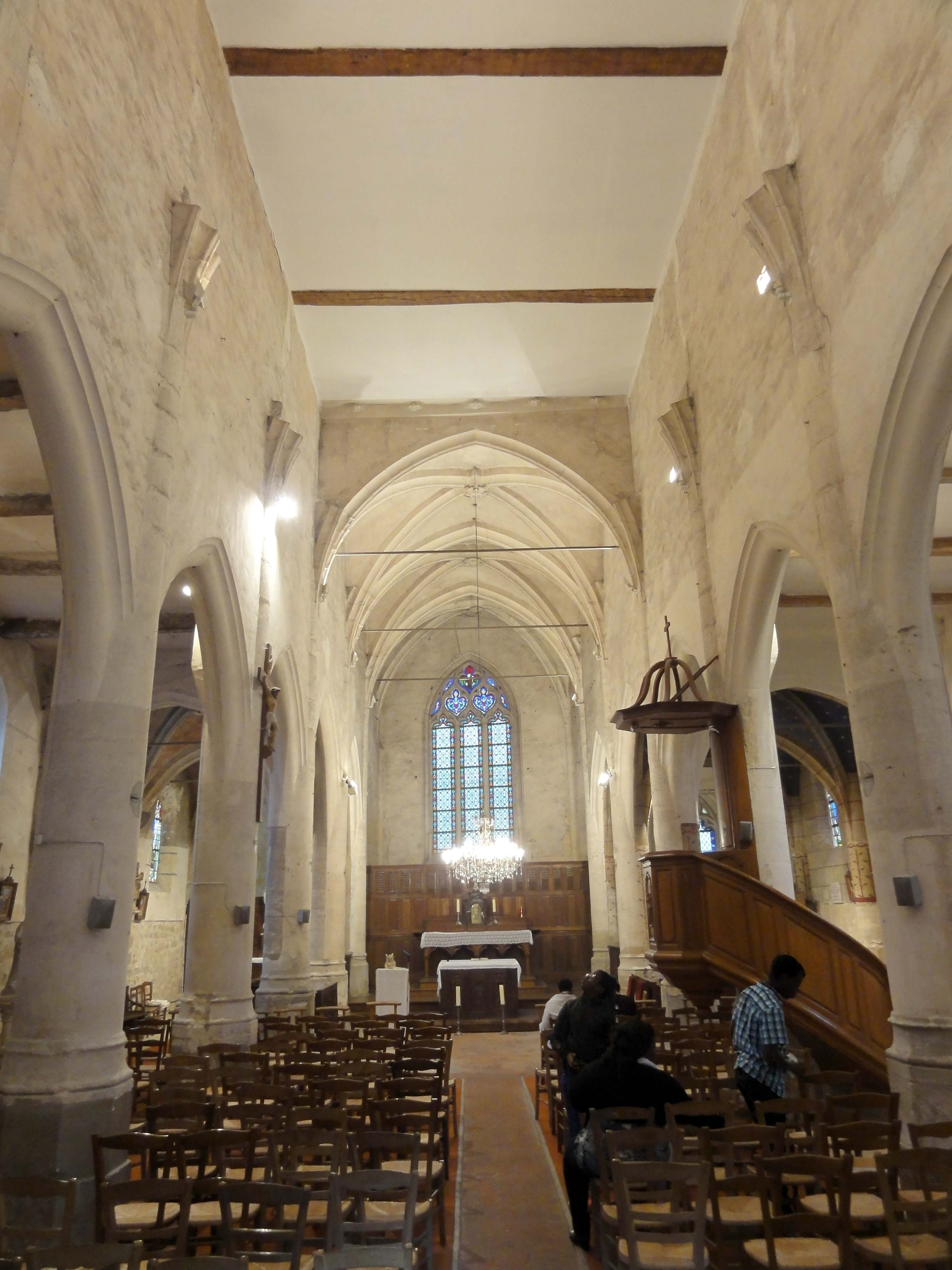
Nef, vue vers l'est.

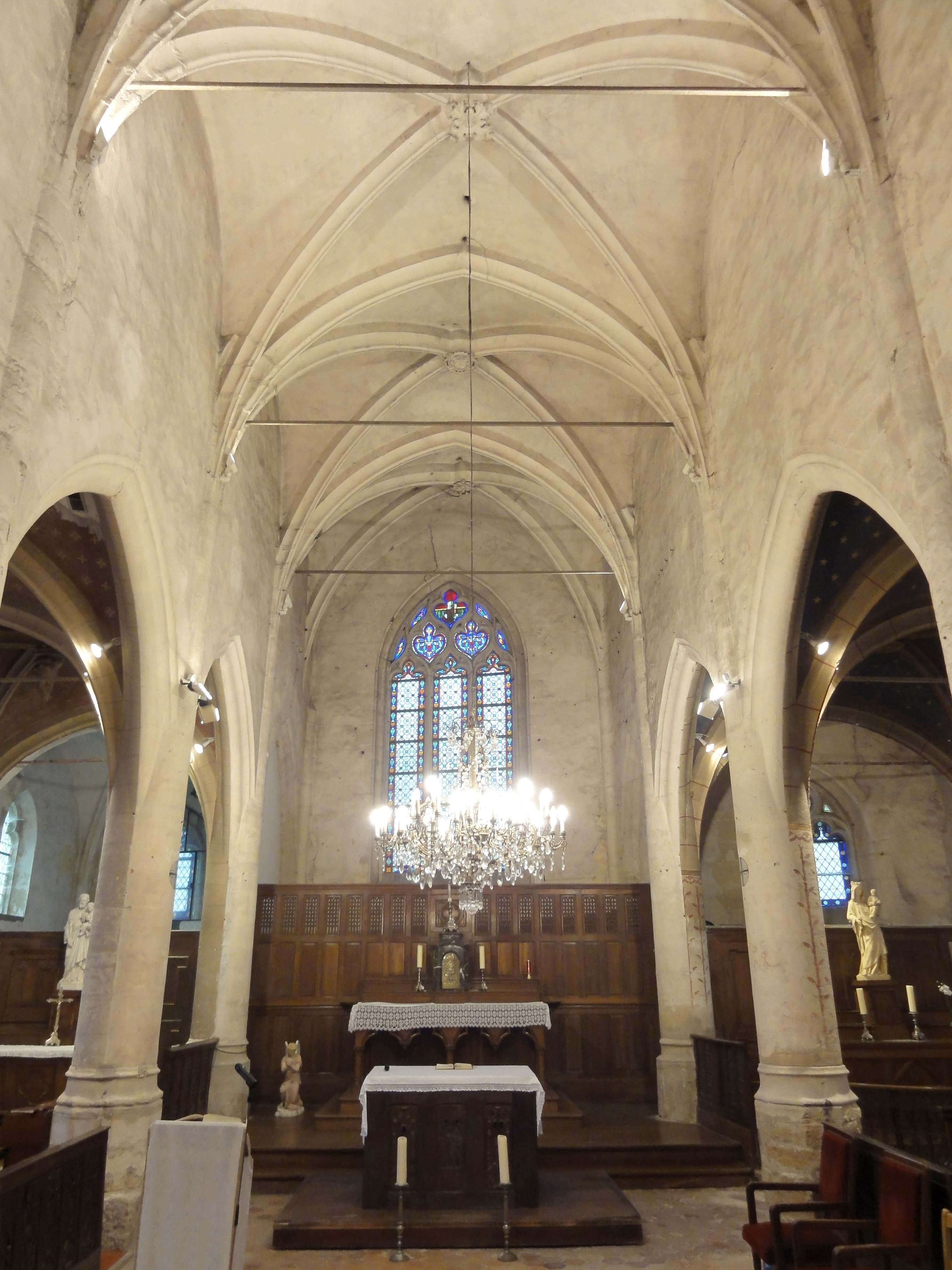
Chœur, vue vers l'est.

Le vaisseau central garde la même largeur et la même hauteur sur toute sa longueur. Son élévation est à deux niveaux, avec l'étage des grandes arcades, et un étage de murs aveugles au-dessus des grandes arcades. Cet étage à la même hauteur que les piliers des grandes arcades. Depuis l'intérieur de l'église, il n'y a pas trace de fenêtres hautes bouchées, et selon les usages du XVIe siècle, il est probable qu'il n'y en a jamais eu. L'espace sombre au-dessus des fidèles est censé favoriser le recueillement, et symbolise l'incertitude qui pèse sur l'au-delà ; après l'expérience douloureuse sous la guerre de Cent Ans, les paradigmes de l'architecture religieuse ont changé, et ce n'est plus la lumière de Dieu qui est mise en avant. Les grandes arcades sont toutes analogues, mais la dernière au nord et au sud sont plus étroites. Les arcades sont en tiers-point et au profil d'un gros boudin entre deux gorges et deux moulures concaves, comme à Armancourt, Serans, Survilliers et Vineuil-Saint-Firmin ou sans les moulures concaves, dans les chœurs de Boran-sur-Oise et Jagny-sous-Bois. C'est un profil relativement simple pour la période flamboyante, qui privilégie les moulures prismatiques complexes. En revanche, c'est tout à fait conforme à l'esprit flamboyant que les arcades se fondent directement dans les piliers, sans interposition de chapiteaux. Les piliers sont monocylindriques et appareillés en tambour, ce qui n'est pas si rare dans les églises flamboyantes de la région. Outre celles précédemment citées, on peut ajouter Bessancourt, La Chapelle-en-Serval, Précy-sur-Oise ou Le Thillay. Les socles sont octogonaux. Les bases se présentent comme des plinthes légèrement galbées, et permettent la transition du plan octogonal vers le plan rond. Elles sont moulurées d'un tore en haut et en bas. Comme pour les arcades et les piliers, le maître d'œuvre a encore choisi l'une des options les plus simples qui avaient cours à l'époque de construction, comme à La Chapelle-en-Serval.
Les piliers font légèrement saillie devant les murs hauts, et depuis chaque pilier, une ondulation peut ainsi monter en haut des murs en guise de supports des hautes-voûtes. Ces ondulations sont des réminiscences des faisceaux de colonnettes ou supports fasciculés de la période gothique rayonnante. Dans la nef, seulement les départs des voûtes ont été construits, avec un profil identique pour les ogives et les arcs-doubleaux. On peut faire la même observation dans la nef de Presles. Le profil, assez aigu et saillant, se compose d'un mince filet au centre, qui est flanqué de deux quarts-de-rond et de deux gorges, l'ensemble étant posé sur un bandeau plat. Dans le chœur, on retrouve ce même profil. Contrairement à la nef, les formerets ont été amorcés, mais ils n'ont pas non plus été réalisés. Les clés de voûte sont de bon niveau. La première est une rosace formée de quatre jeunes feuilles de vigne grasses et bien fouillées, aux extrémités recourbées. On ne voit pas de transition entre les feuilles. Le bourgeon d'une fleur occupe le centre. Les deux autres clés de voûte sont composés de rinceaux végétaux largement ajourés. Dans la seconde travée du chœur, ils sont disposés autour d'une petite rose ; dans la troisième travée, on voit le motif de la première clé de voûte à l'emplacement central. Il reste à revenir sur le voûtement abandonné. À l'intersection entre nef et chœur, un mur a été construit au-dessus de l'arc-doubleau. À son sommet, se trouve une sorte de frise de cinq petites têtes d'angelots ailées, sculptées en haut-relief. Cette décoration reflète l'esprit de la Renaissance et est postérieure aux voûtes du chœur. Elle aurait disparu au cas du voûtement de la nef, et sa présence montre que la fabrique n'espérait pas pouvoir financer le voûtement à court terme. Nonobstant, l'idée de voûtement n'avait pas encore été abandonnée au moment de la construction du clocher. Sur les piles du clocher, qui sont plus grosses que les autres et octogonaux, on voit des départs de voûte d'un profil différent. Il n'est plus aigu, mais tout au contraire arrondi. La grande arcade vers la nef et le doubleau vers le bas-côté sont presque en plein cintre, et pourvues d'une mouluration plus complexe.

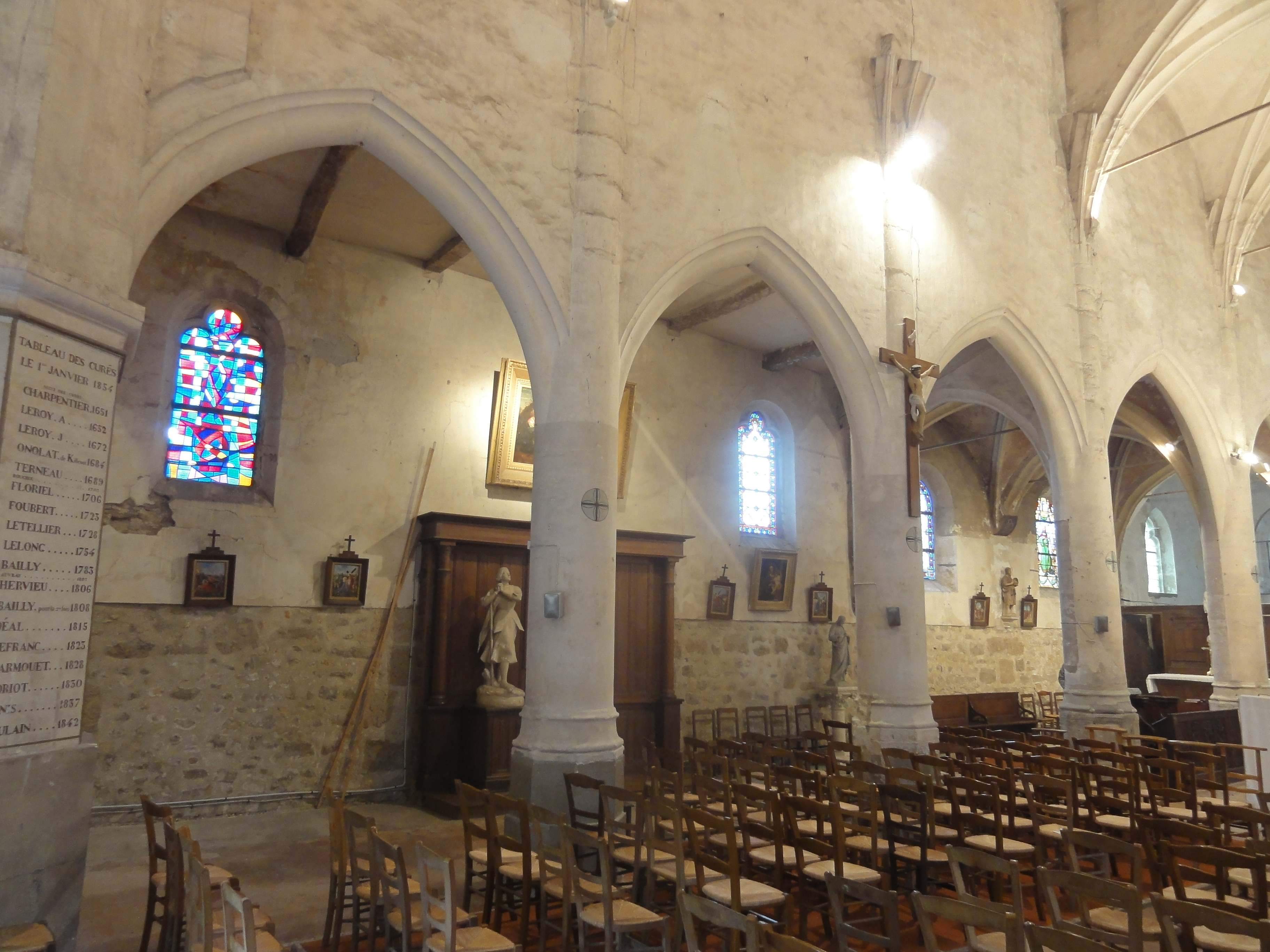
Grandes arcades du nord.
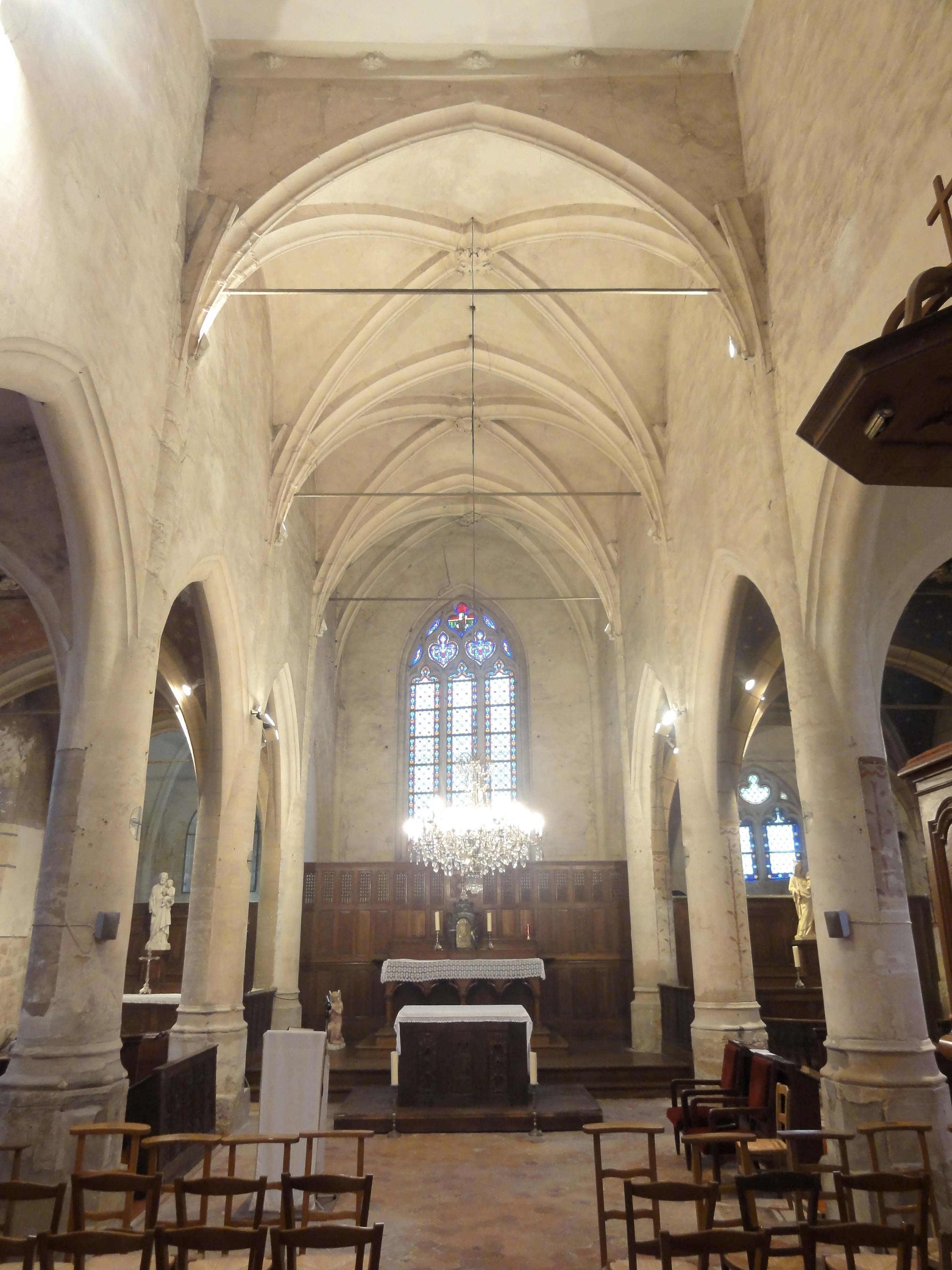
Nef, vue vers l'est.
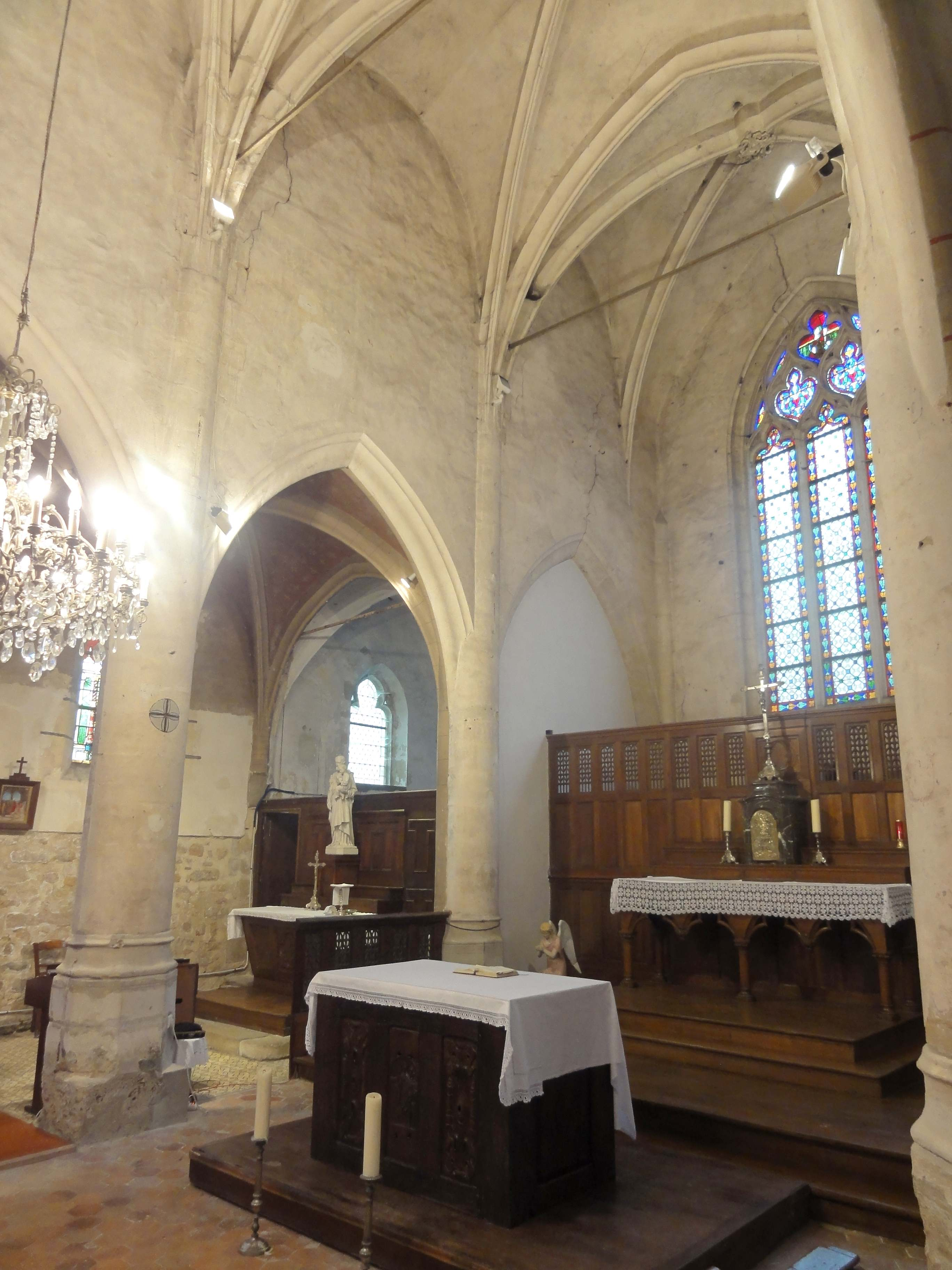
Chœur, élévation nord.
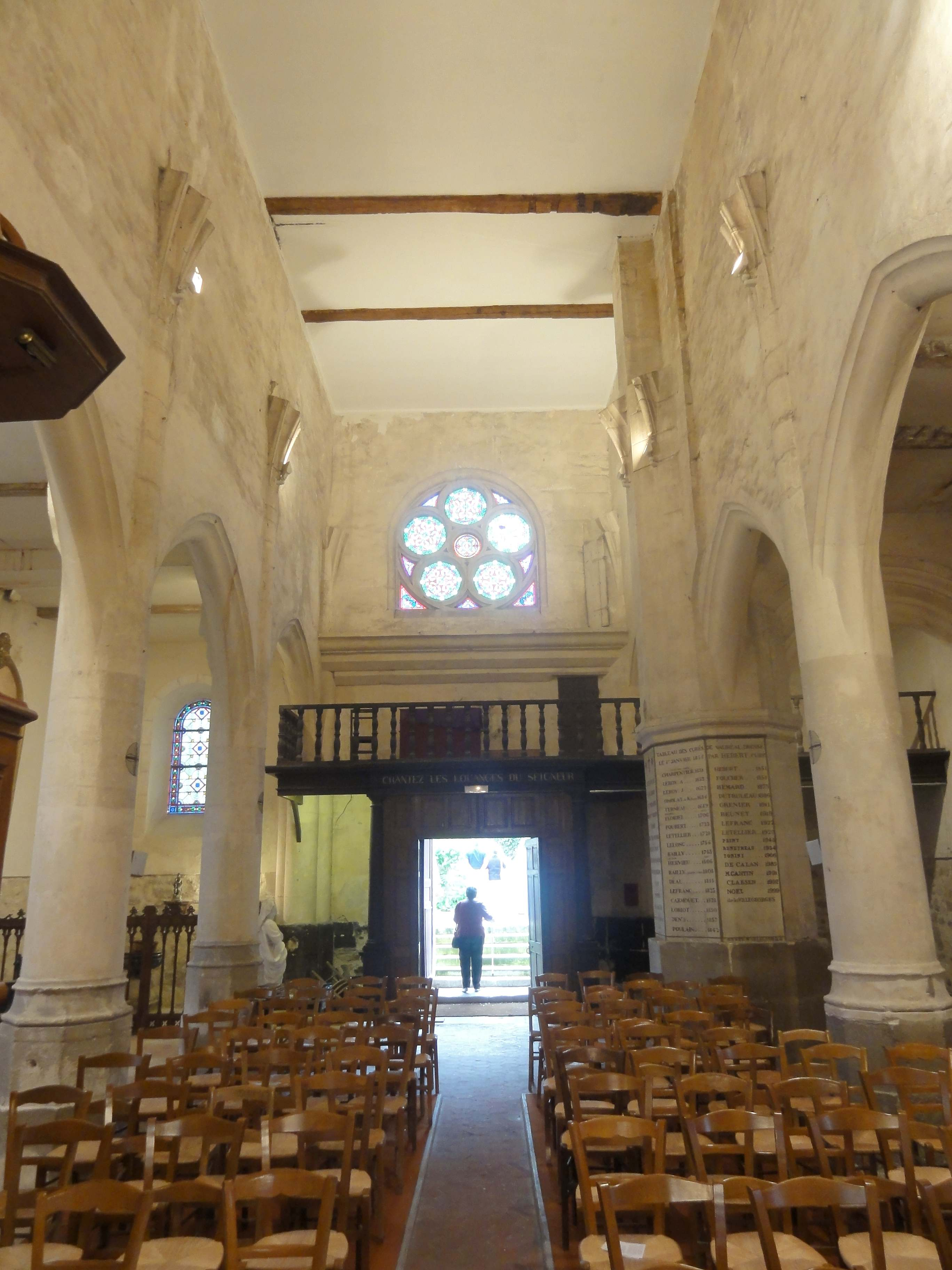
Nef, vue vers l'ouest.
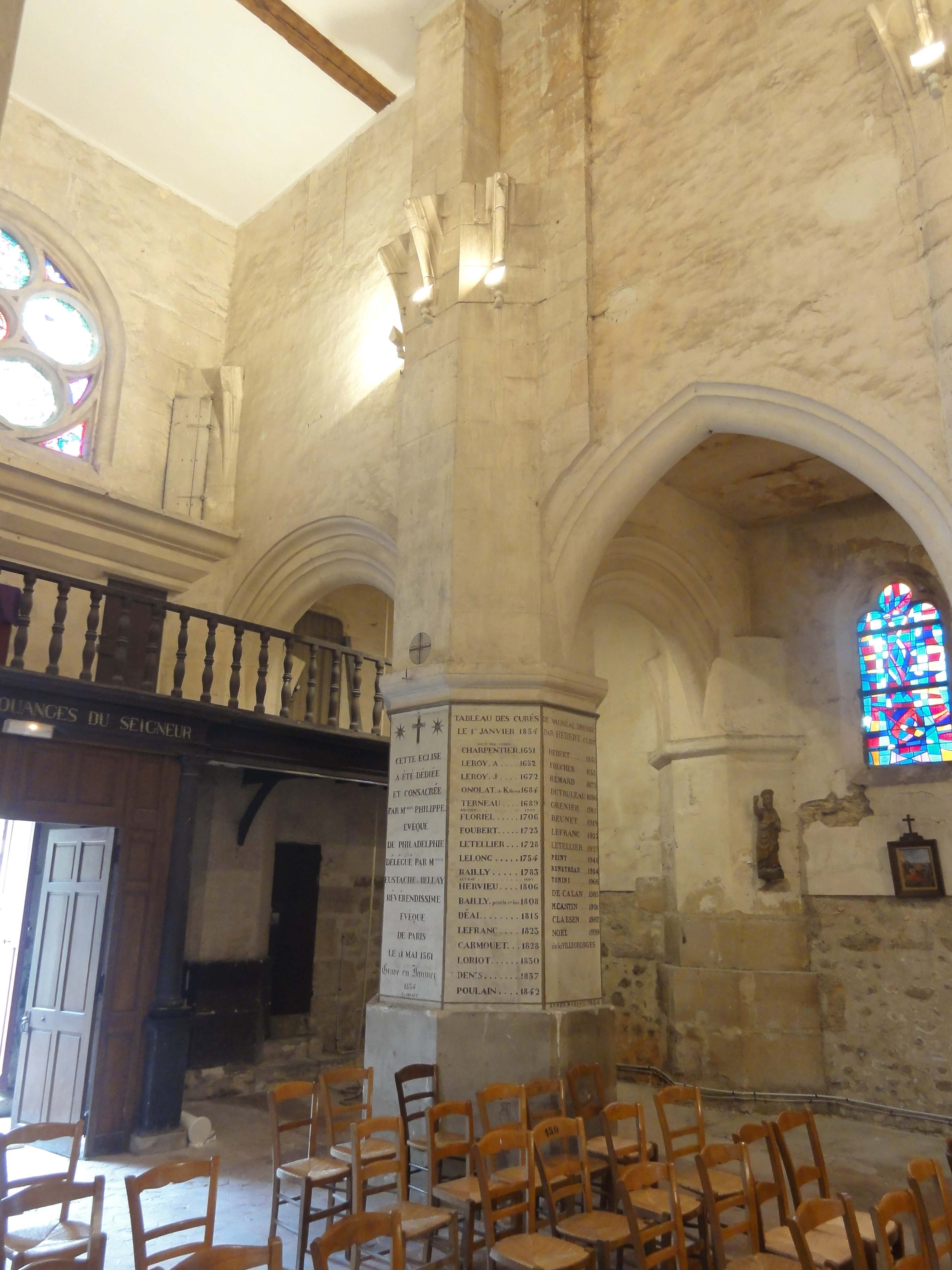
Base du clocher.
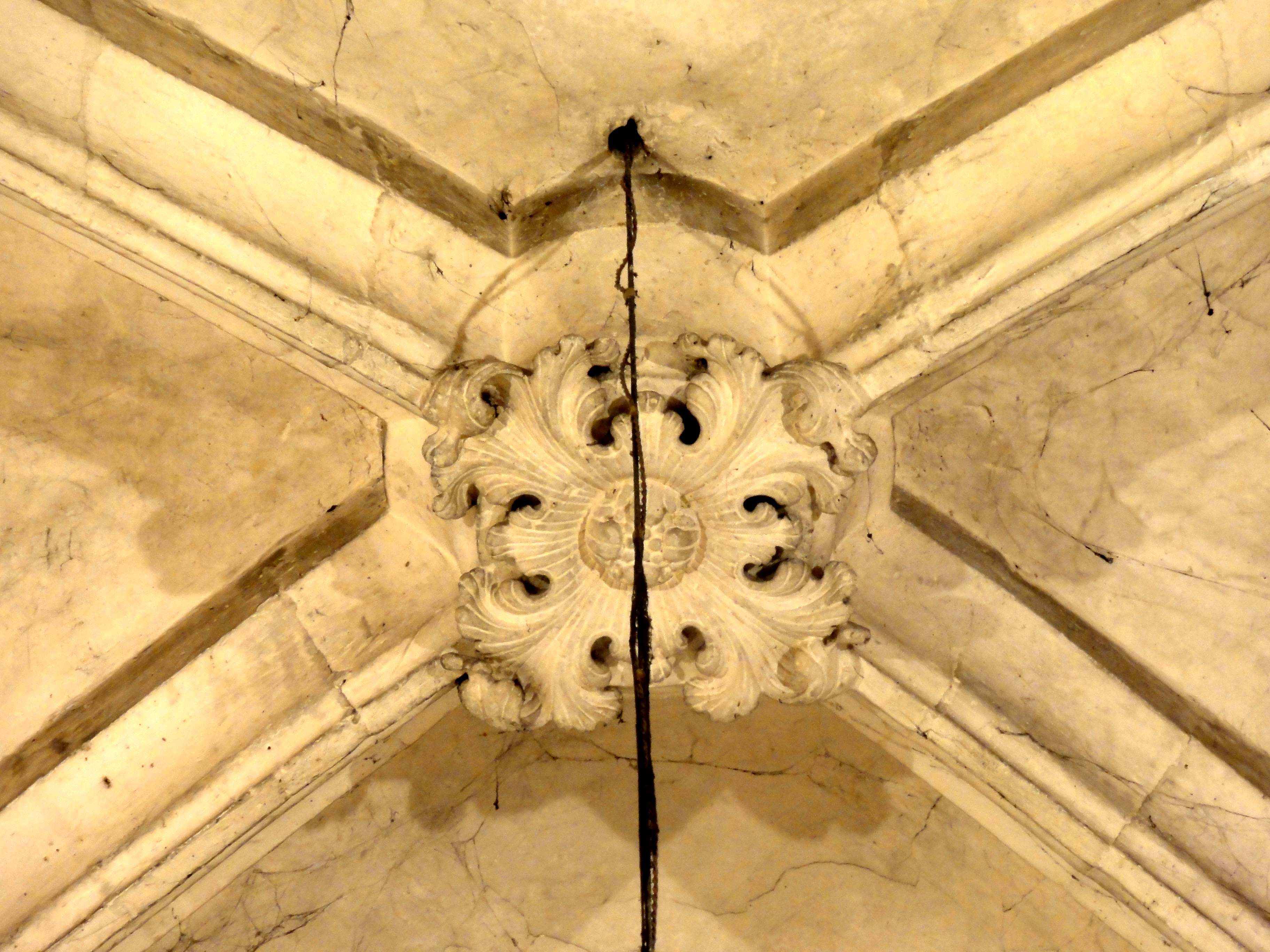
Chœur, clé de voûte.

#### Bas-côtés

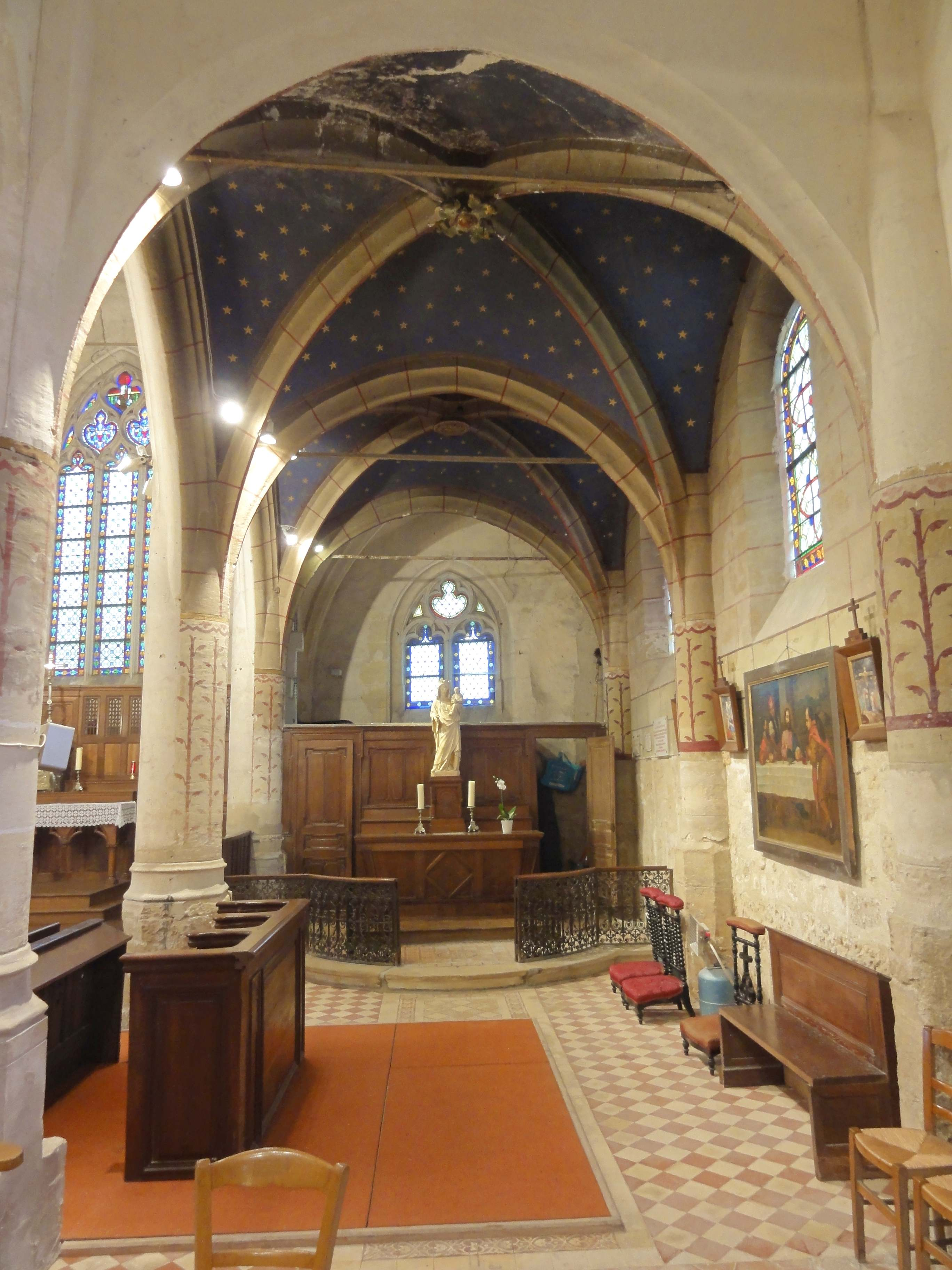
Bas-côté sud, vue vers l'est - chapelle de la Vierge.

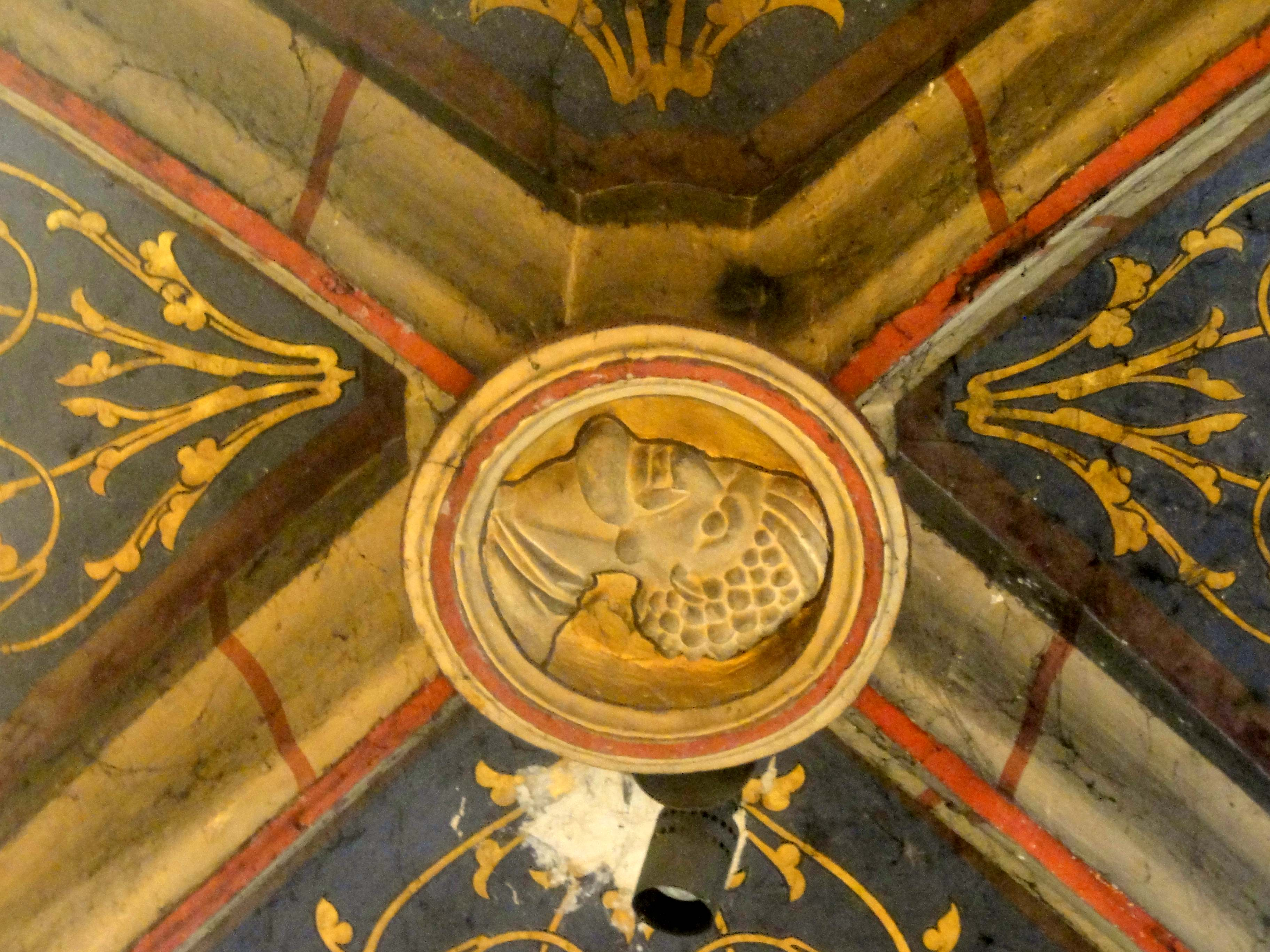
Clé de voûte au sud.

La base du clocher est une travée particulière. Comme déjà signalé, ses arcades sont plus fortes que les autres, et agrémentées de moulurations prismatiques complexes. Même ici, le voûtement n'a pas été réalisé, et on ne trouve même pas de départs de voûte, contrairement aux piles méridionales du clocher, côté nef. Il n'y a aucune fenêtre. Deux portes et un balcon se situent à l'ouest. La porte inférieure donne accès à la tourelle d'escalier plaquée devant la façade. La porte supérieure permet d'accéder au balcon, qui est établi en continuité avec la tribune occidentale de la nef. — Le reste du bas-côté nord de la nef est d'une grande banalité. Aucun support n'a été disposé contre le mur latéral, et au-dessus des piliers des grandes arcades, il n'y a pas non plus de départ de voûte, mais seulement une très courte amorce des arcs-doubleaux, et au-dessus, une sorte de pilastre. La troisième travée ne possède pas de fenêtre ; on en a profité pour y aménager le monument aux morts de la paroisse, en réutilisant apparemment le dos de l'ancien banc d'œuvre. — Le bas-côté sud de la nef n'offre pas davantage de particularités architecturales. On peut seulement signaler le début des grandes arcades du sud. Un fût de colonne muni d'une astragale, d'une frise non sculptée et d'un tailloir mouluré a été placé dans l'angle nord-ouest du bas-côté au moment de la construction de la façade occidentale. Le pilier engagé au début des grandes arcades est de plus fort diamètre, mais sinon analogue : il a donc été repris en sous-œuvre au même moment. Cette préparation tardive pour un voûtement d'ogives, finalement resté sans suite, n'est pas sans rappeler le bas-côté de l'église de Jouy-le-Comte.
Le bas-côté nord du chœur est la chapelle Saint-Joseph, et le bas-côté sud est la chapelle de la Vierge. Les deux bas-côtés du chœur sont voûtés selon les mêmes principes que le vaisseau central. Il n'y a pas de formerets, et on ne voit même pas leurs amorces. Au droit des murs et dans les angles, les voûtes retombent sur des piliers engagés, qui représentent respectivement la moitié et un quart des piliers des grandes arcades. Dans le bas-côté nord, la partie inférieure du premier et du troisième pilier engagé a été supprimée, et le second doubleau ne retombe plus que sur une simple console non sculptée. Dans les deux bas-côtés, la dernière grande arcade est bouchée, puisque les dernières travées abritent respectivement la sacristie et l'ancien trésor (c'est actuellement le débarras). Il n'y a pas de fenêtre latérale dans la dernière travée du sud, car du fait du plan presque triangulaire de cette travée, le mur méridional y est réduit à un pan étroit. Les clés de voûte sont également assez remarquables. Au nord, la première est une petite rosace comme au centre de la seconde clé de voûte du vaisseau central, et au sud, la première clé de voûte est presque identique à la première clé de voûte du vaisseau central. Sinon, on trouve une clé pendante, qui semble inspirée d'un chou-fleur, et un médaillon avec l'effigie d'un homme, dont les cheveux font penser à des graines de raisin.

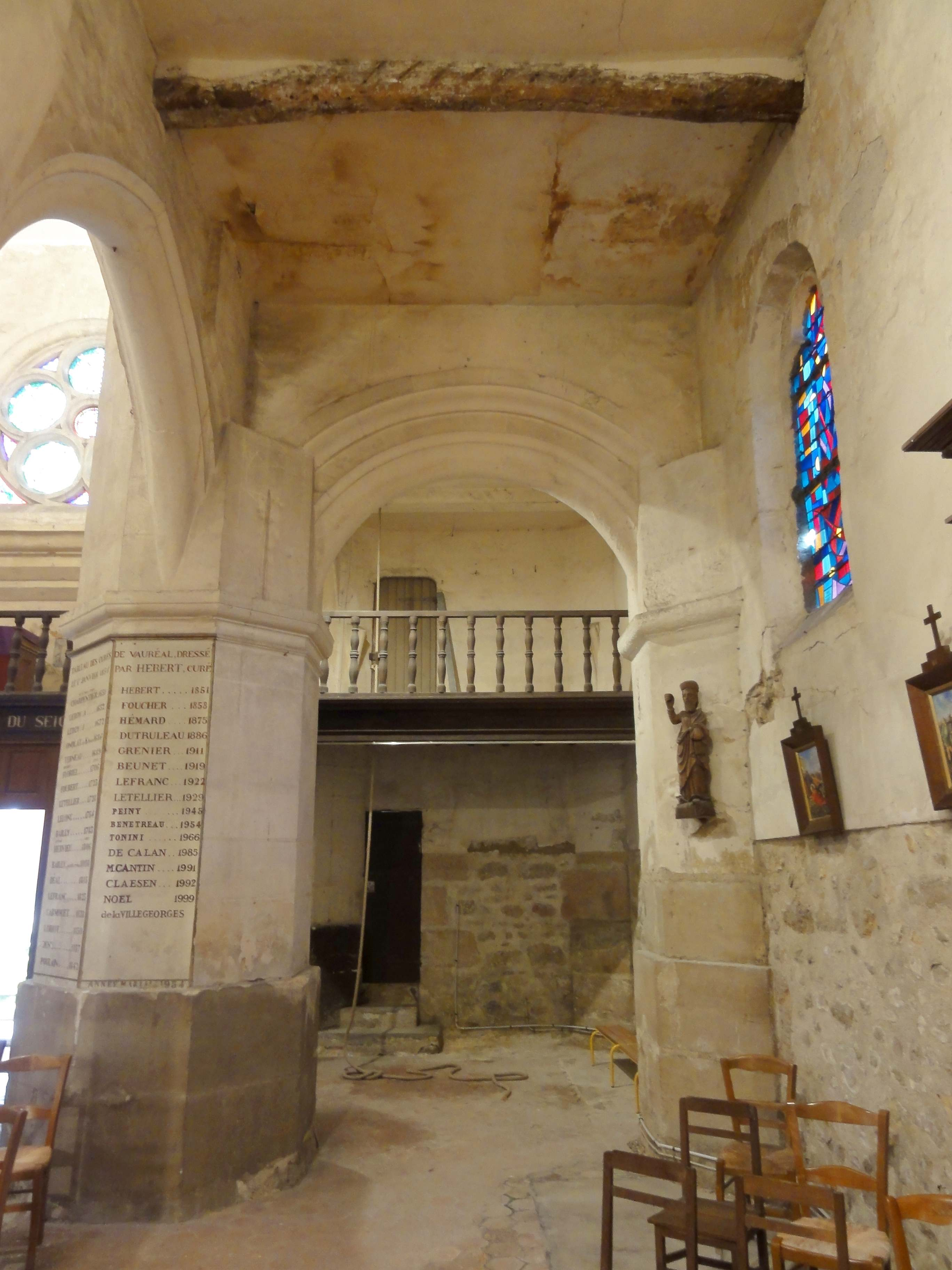
Bas-côté nord, vue sur la base du clocher.
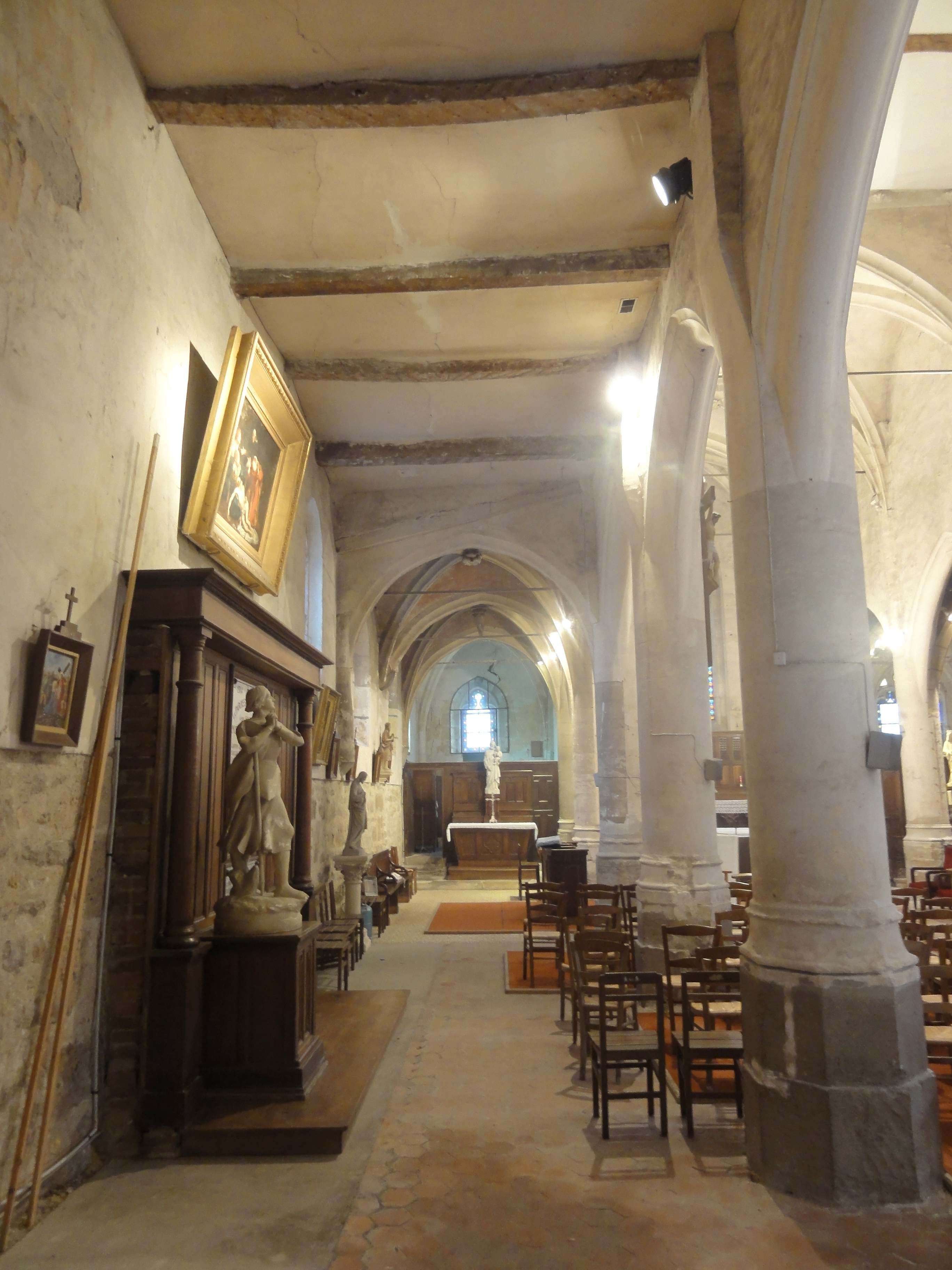
Bas-côté nord, vue vers l'est.
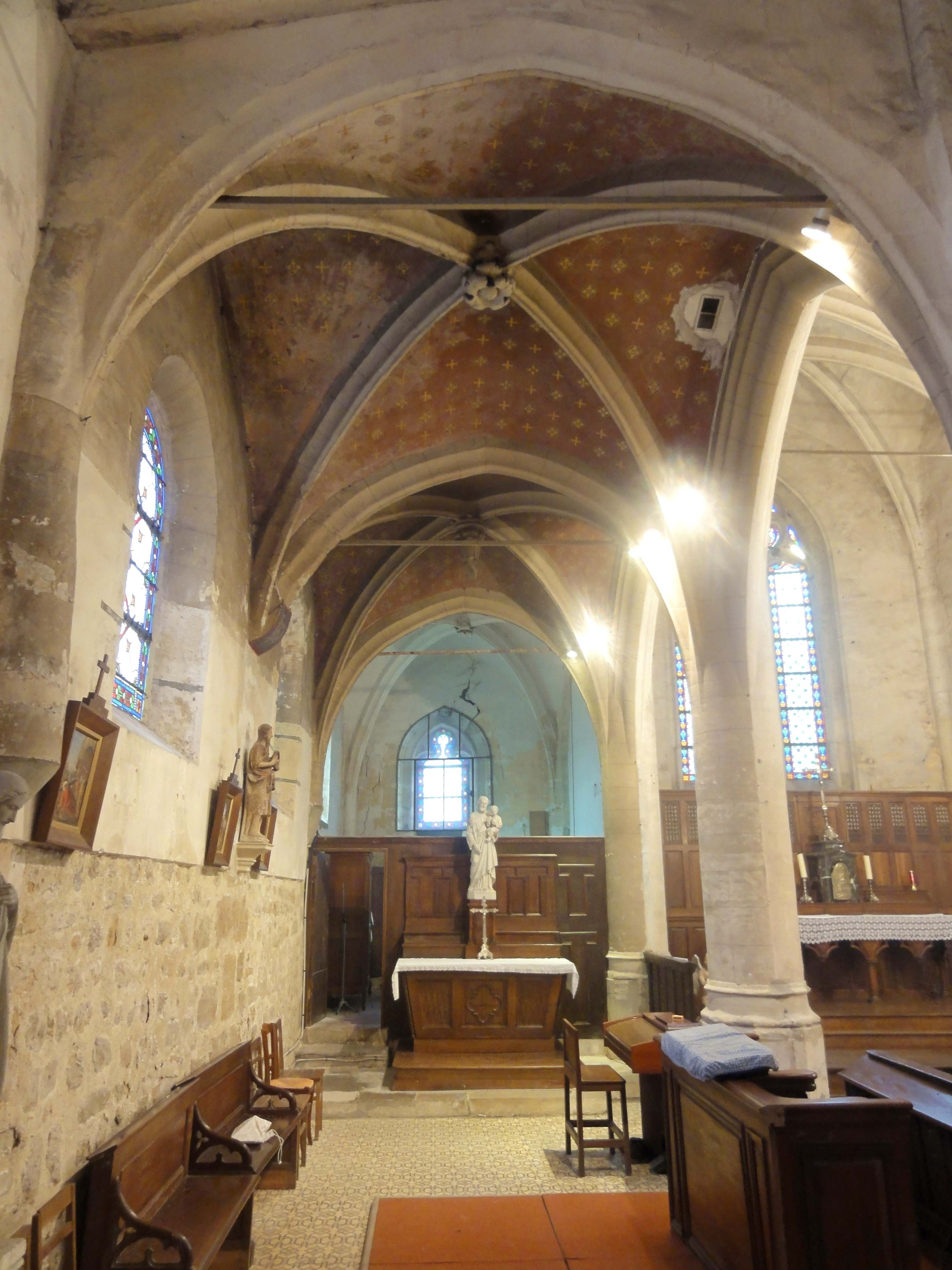
Bas-côté nord, vue vers l'est.
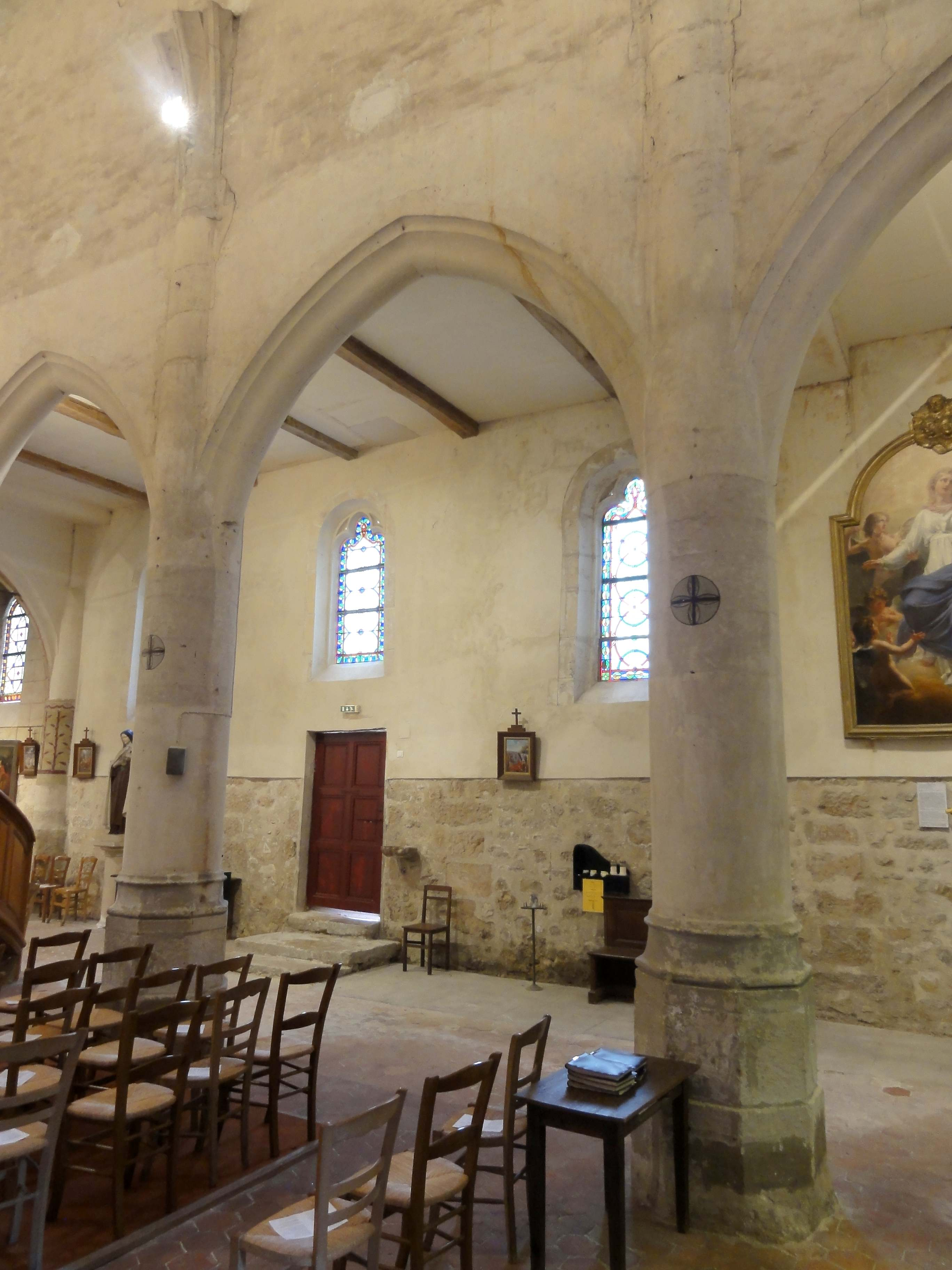
Deuxième grande arcade du sud.
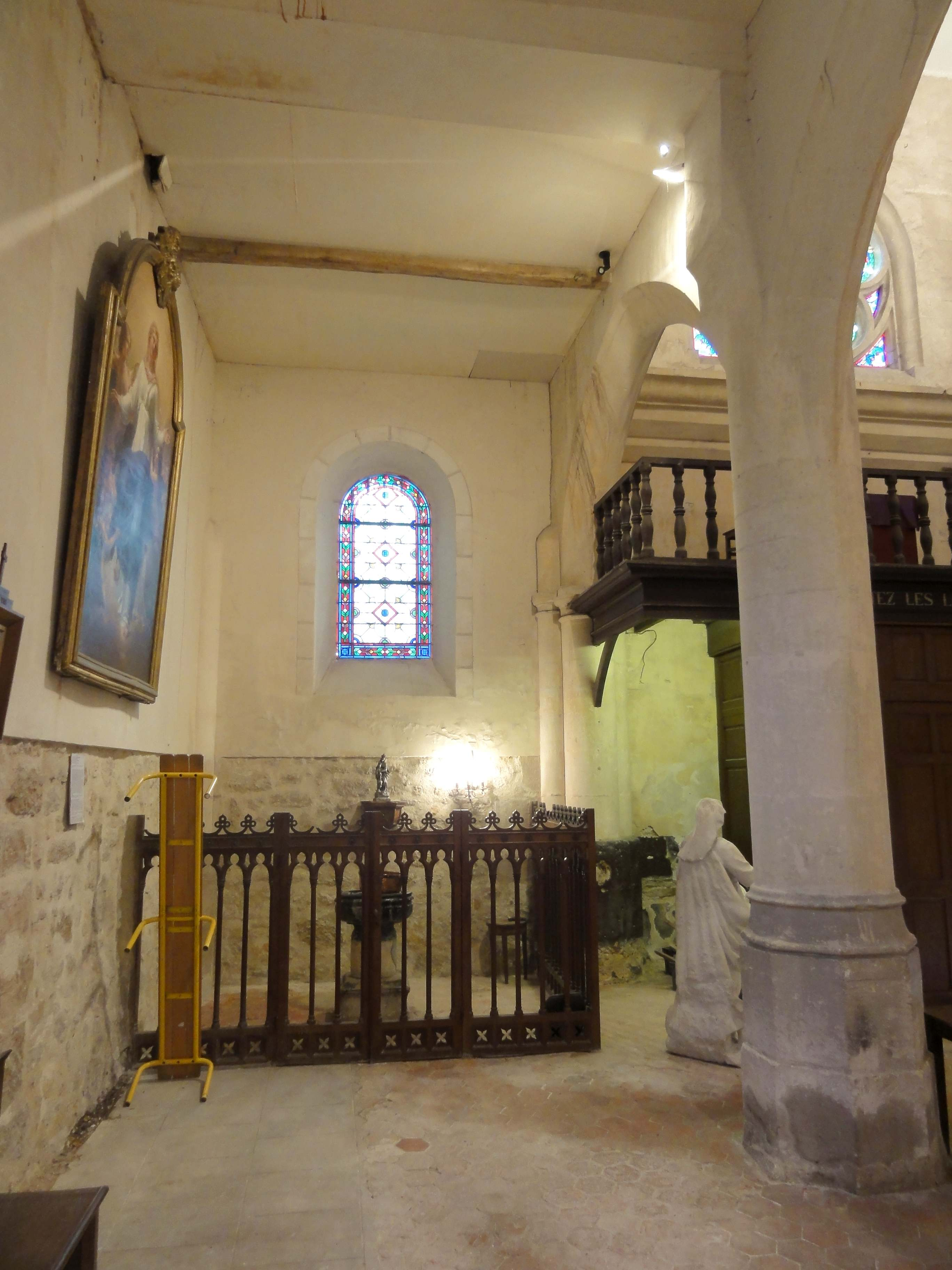
Bas-côté sud, vue vers l'ouest.
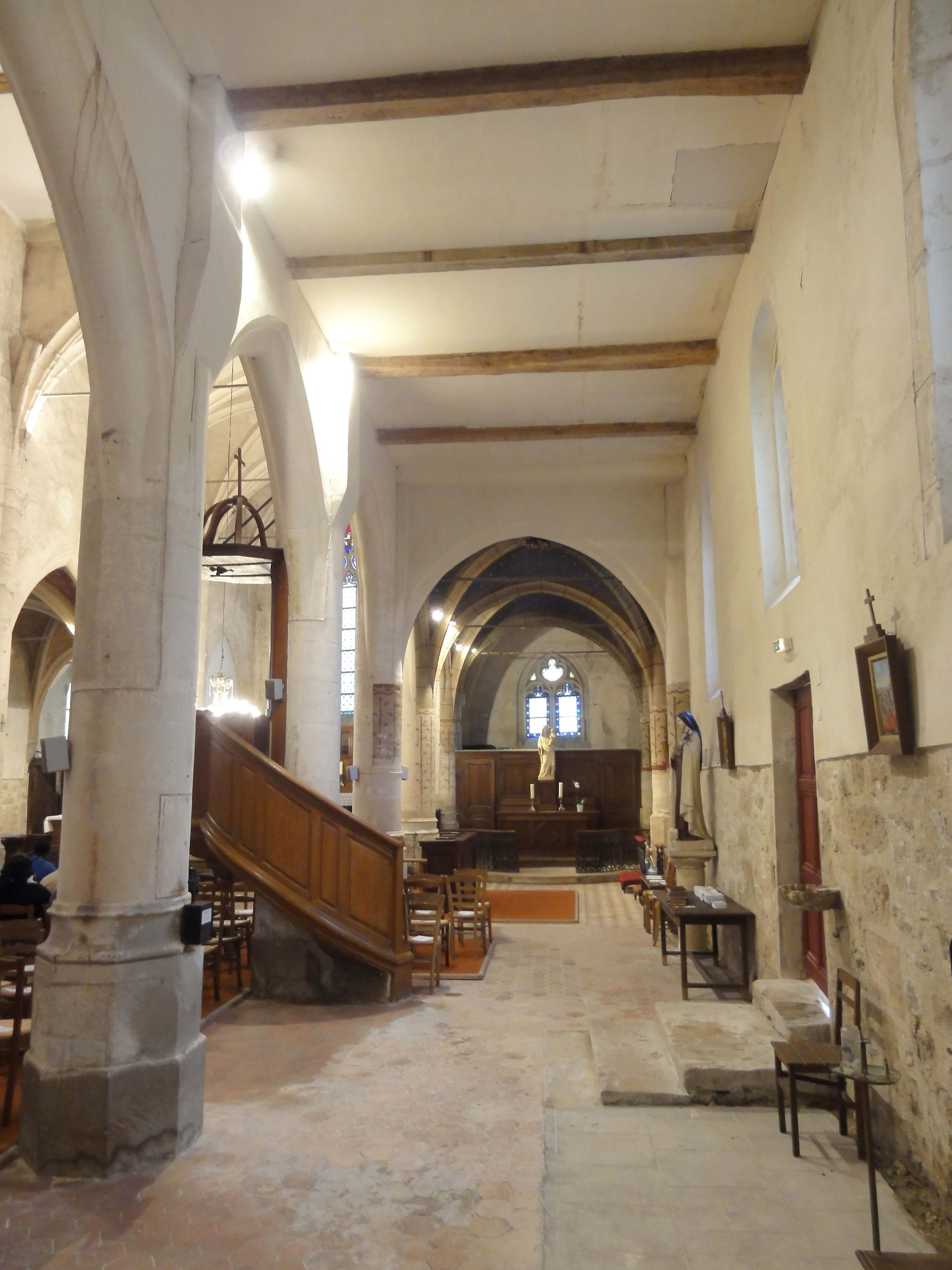
Bas-côté sud, vue vers l'est.

## Mobilier

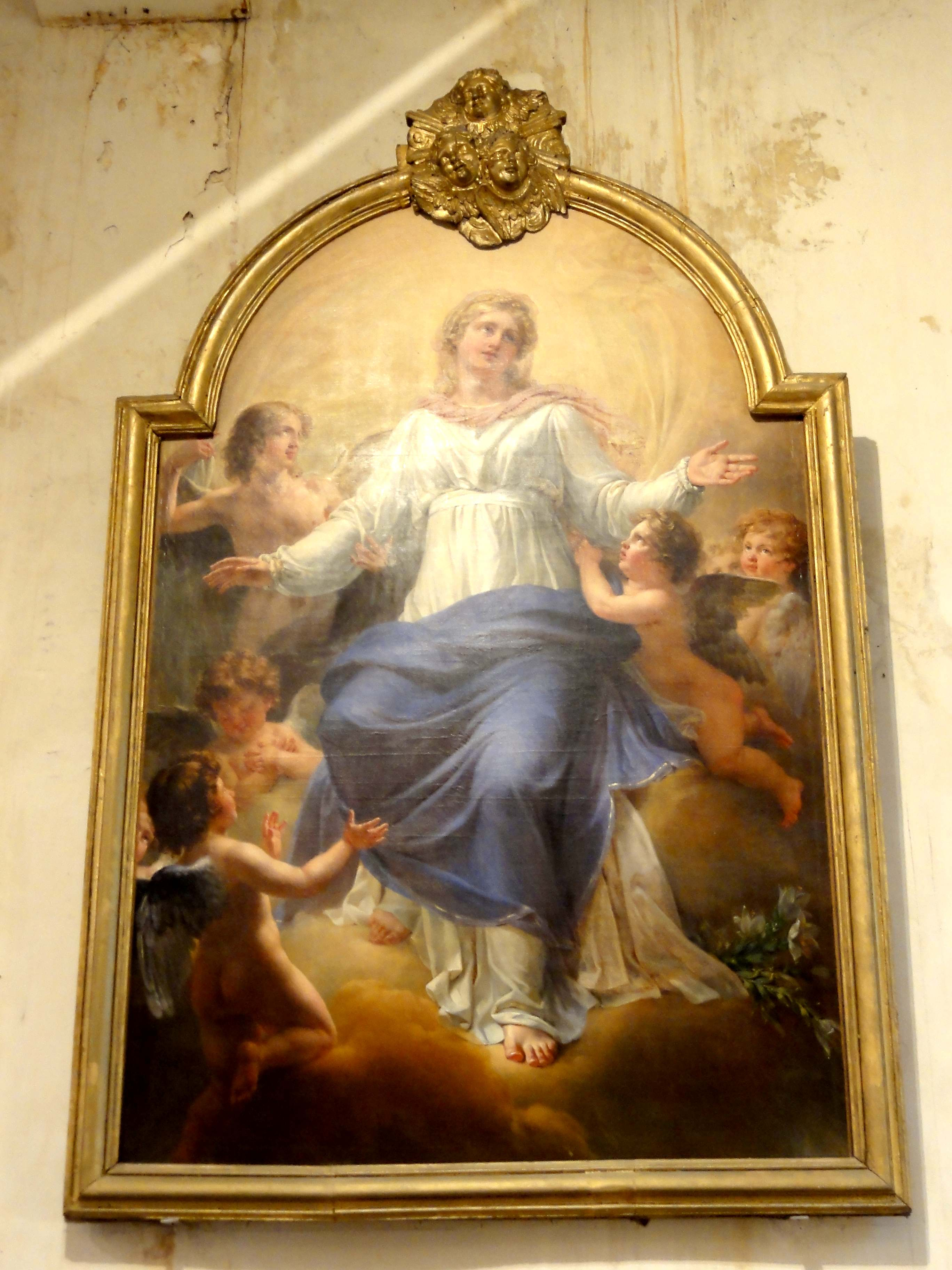
Assomption de la Vierge Marie, par Nicolas Gosse..

L'église ne renferme qu'un seul élément de mobilier classé monument historique au titre des objets. Il s'agit d'une statue polychrome en pierre de saint Jean-Baptiste, haute de 100 cm environ et datant de la fin du XIVe siècle ou du début du XVe siècle. Retrouvée dans la tribune occidentale, la tête cassée, elle a été classée en 1996, puis restaurée.
Les boiseries au chevet de la chapelle de la Vierge, d'un style distingué, mais sobre et discret, sont d'un travail soigné et proviennent de l'abbaye Saint-Martin de Pontoise. Le maître-autel actuellement utilisé est un vieux coffre, comme à Bessancourt. Il présente trois panneaux sculptés en bas-relief. Deux sont seulement décorés de plastrons, alors que le panneau central montre une femme debout avec une longue natte, un livre fermé dans une main, devant une église. L'architecture de cette église et l'arcature qui encadre la représentation évoquent le style de la Renaissance. Le reste du mobilier en bois, à savoir les boiseries du chœur et de la chapelle Saint-Joseph ; l'ancien maître-autel ; la chaire à prêcher ; le dossier de l'ancien banc d'œuvre, servant de cadre au monument aux morts ; et la grille des fonts baptismaux sont de bon niveau. Sans présenter un intérêt artistique particulier, ils contribuent largement au charme de l'église, et évitent l'impression de nudité ou d'austérité qui pourrait résulter de la simplicité de l'architecture.
L'église Notre-Dame-de-l'Assomption de Vauréal abrite aussi quatre tableaux peints à l'huile sur toile. Parmi ces œuvres, celle représentant l'Assomption de la Vierge Marie se distingue par son grand format, la facilité et la qualité d'exécution, et la célébrité de son auteur : c'est François Nicolas-Louis Gosse (1787-1878), peintre et graveur d'école française, qui a été formé par François-André Vincent. Le tableau de l'Assomption reflète encore le style de la peinture religieuse du XVIIIe siècle, et sa forme cintrée indique qu'il était destiné à servir de retable. Selon une notice d'œuvre affichée dans l'église, le tableau aurait été classé monument historique par arrêté du 18 juin 1990 (peut-être s'agit-il seulement d'une inscription). Il a été restauré en 1997 par Marie-Paule Barrat, sous la direction de Caroline Piel, inspectrice des Monuments historiques. — Les autres tableaux représentent la Vierge à l'Enfant (copie d'après la Vierge à la grappe de Pierre Mignard), les disciples d'Emmaüs et la Descente de croix (copie d'après Annibale Carracci).

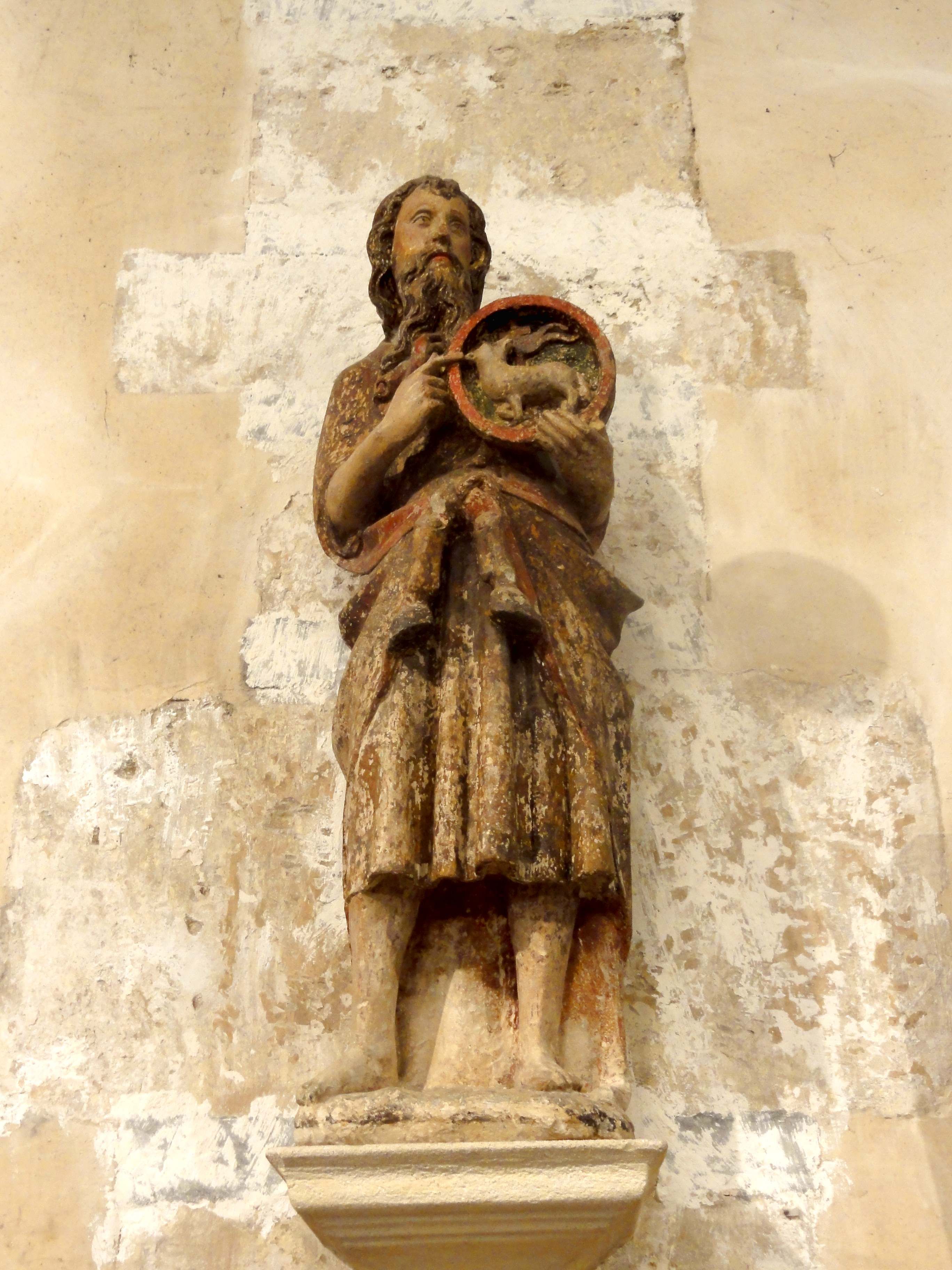
Statue de saint Jean-Baptiste.
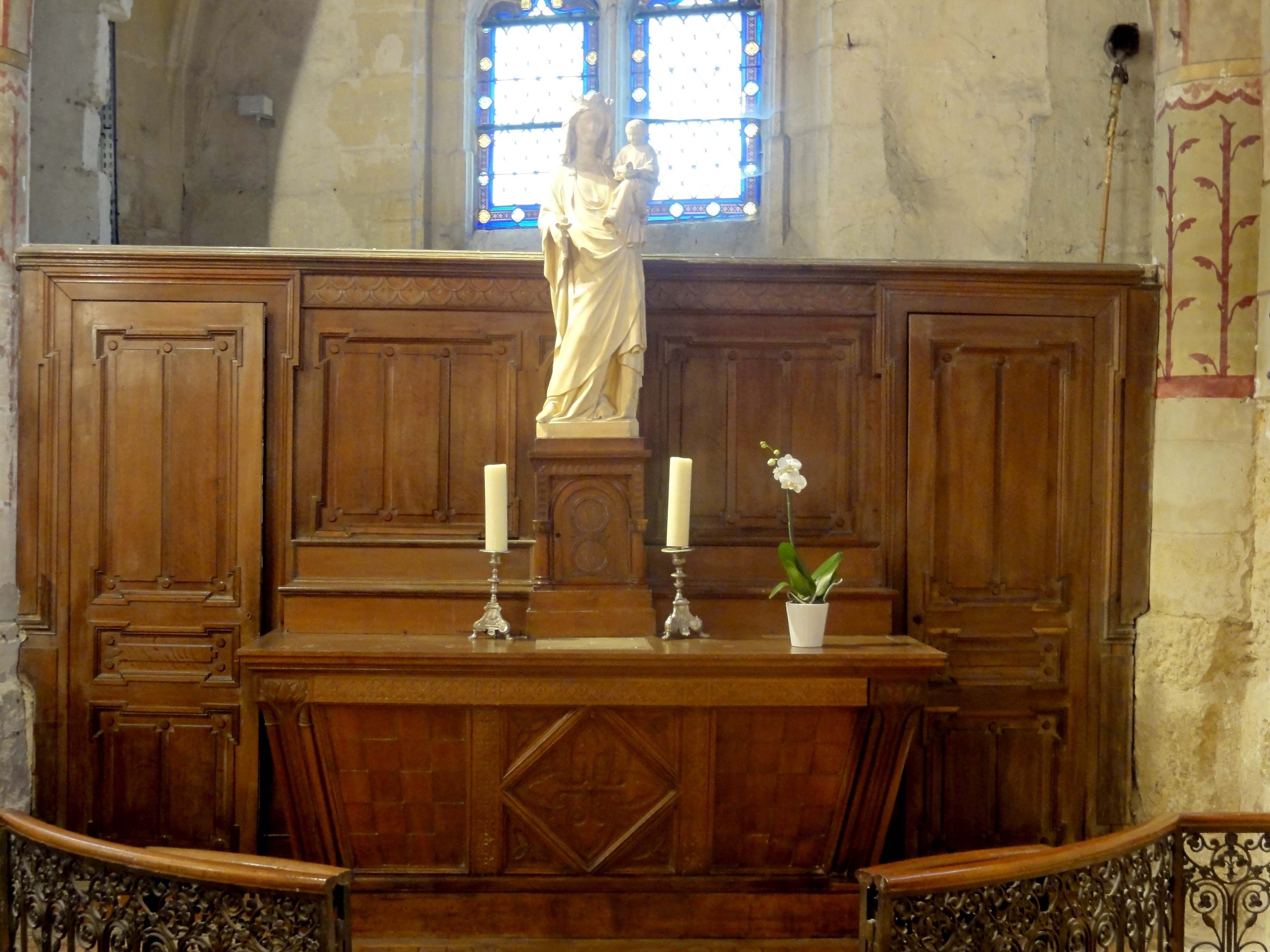
Boiseries de la chapelle de la Vierge.
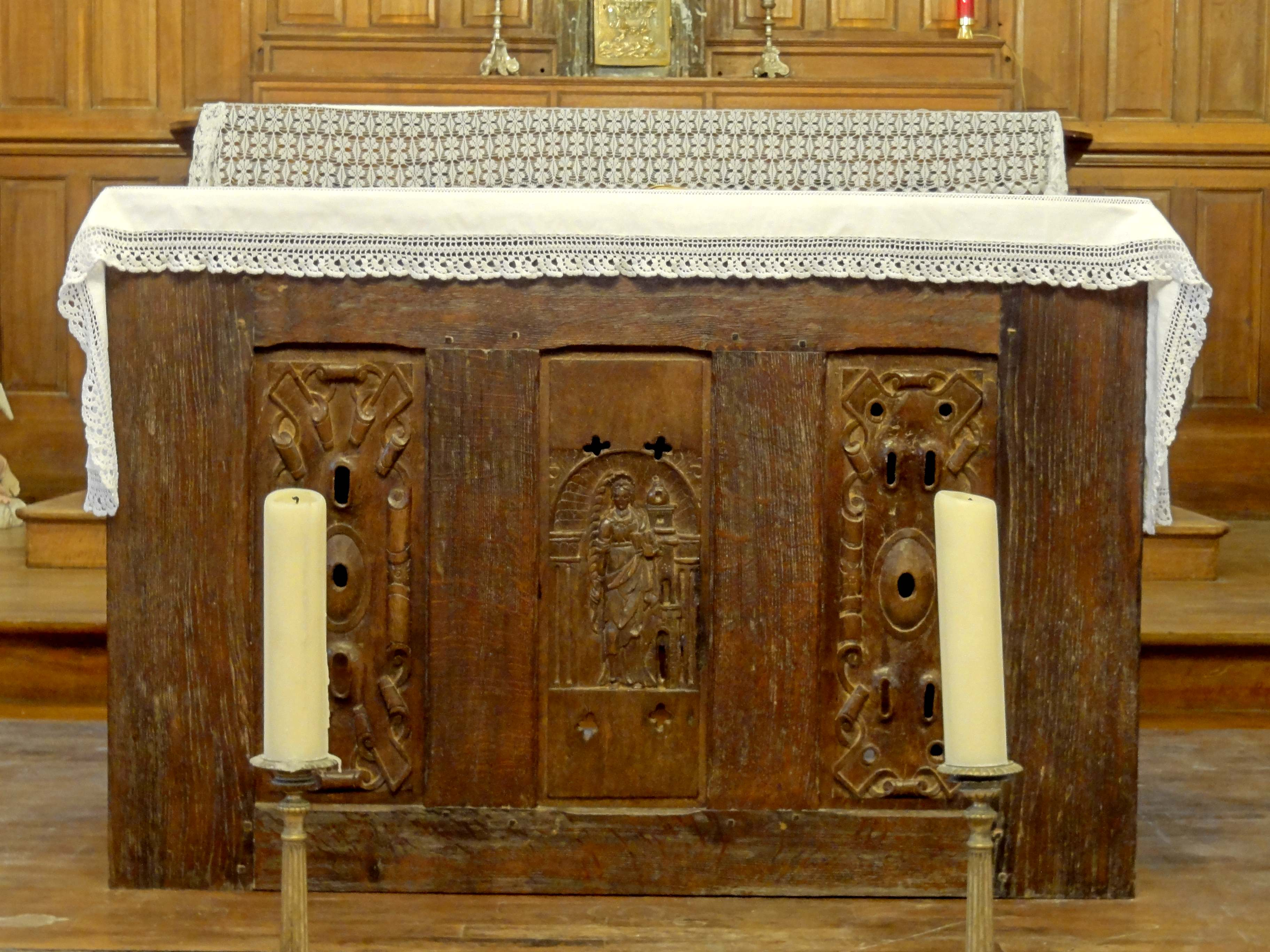
Coffre Renaissance servant d'autel.
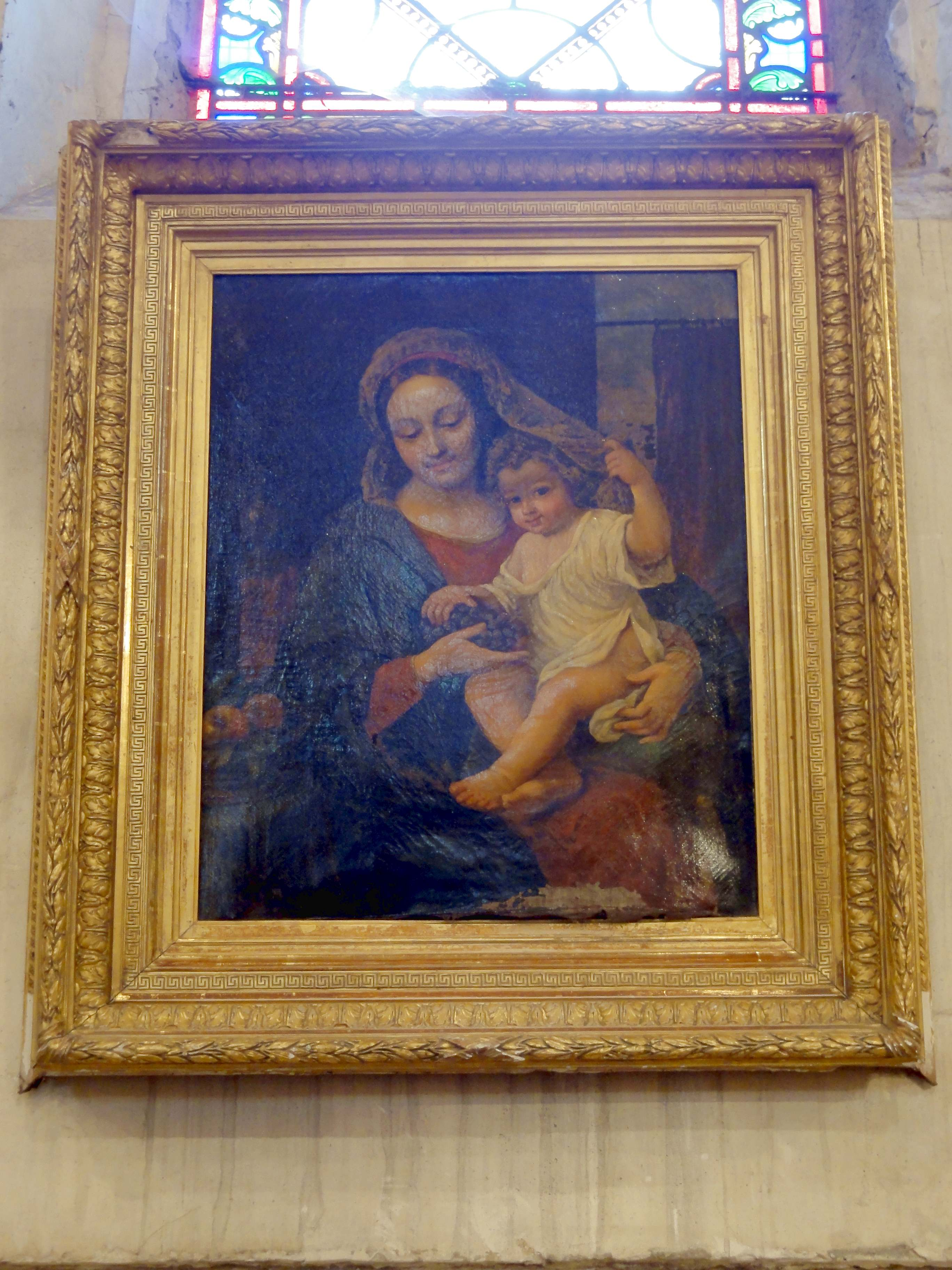
Tableau - Vierge à l'Enfant.
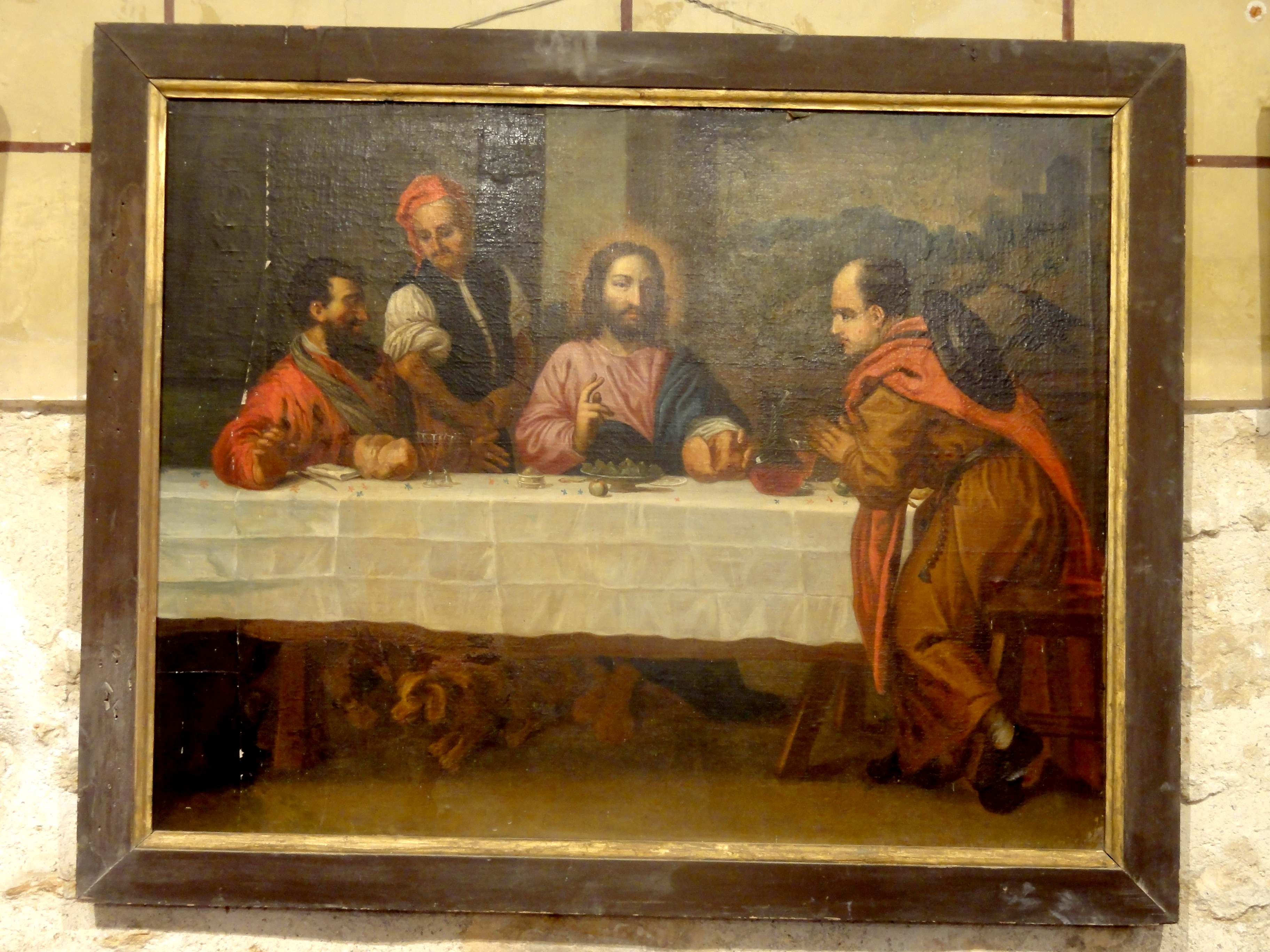
Tableau - Les disciples d'Emmaüs.
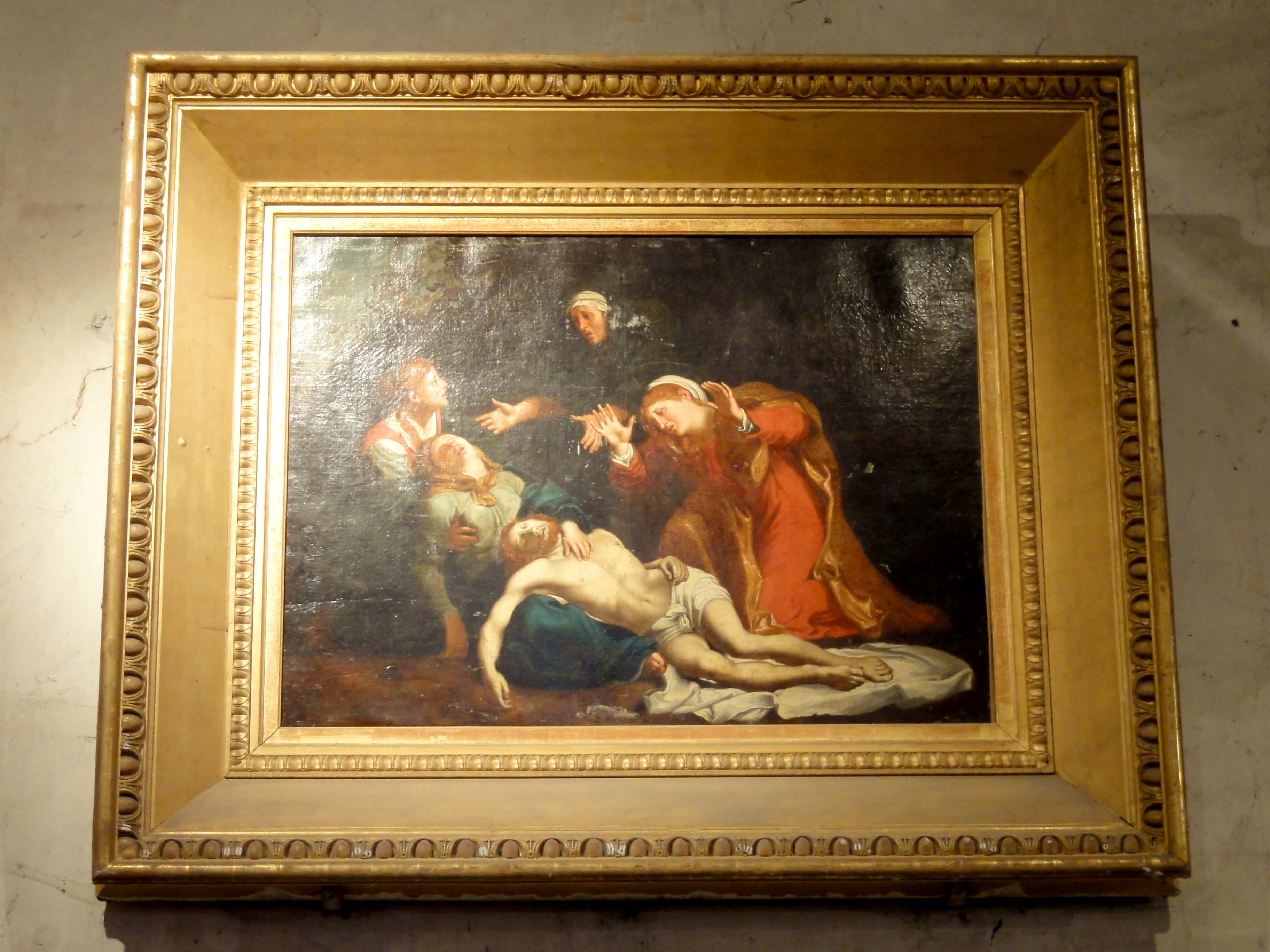
Tableau - Descente de croix.